# Bouricos
Bouricos (prononcer [buʁikɔs]; parfois orthographié Bourricos) est un quartier de la commune de Pontenx-les-Forges, dans le département français des Landes.

## Présentation
Le quartier de Bouricos se situe à 4,5 km du bourg de Pontenx, sur la route de Labouheyre. Jusqu'à la Révolution française, il est resté une paroisse indépendante. Il se présente sous la forme d'un airial de la Haute-Lande, clairière semée de pelouse et plantée de quelques feuillus et de pins parasols, par contraste avec la forêt des Landes environnante qui, elle, est constituée de pins maritimes.
L'église Saint-Jean-Baptiste, datée du XIIe siècle, occupe le site. Elle est le monument le plus ancien de la commune. Elle est bâtie, semble-t-il, sur les ruines de ce qui aurait été une villa gallo-romaine.
Une fontaine de dévotion, elle aussi vouée à saint Jean-Baptiste, jaillit en contrebas. Quelques bâtiments s'organisent autour du lieu de culte, notamment des maisons landaises et leurs dépendances, qui accueillent de nos jours les pèlerins de Saint-Jacques-de-Compostelle sur la voie de Soulac.

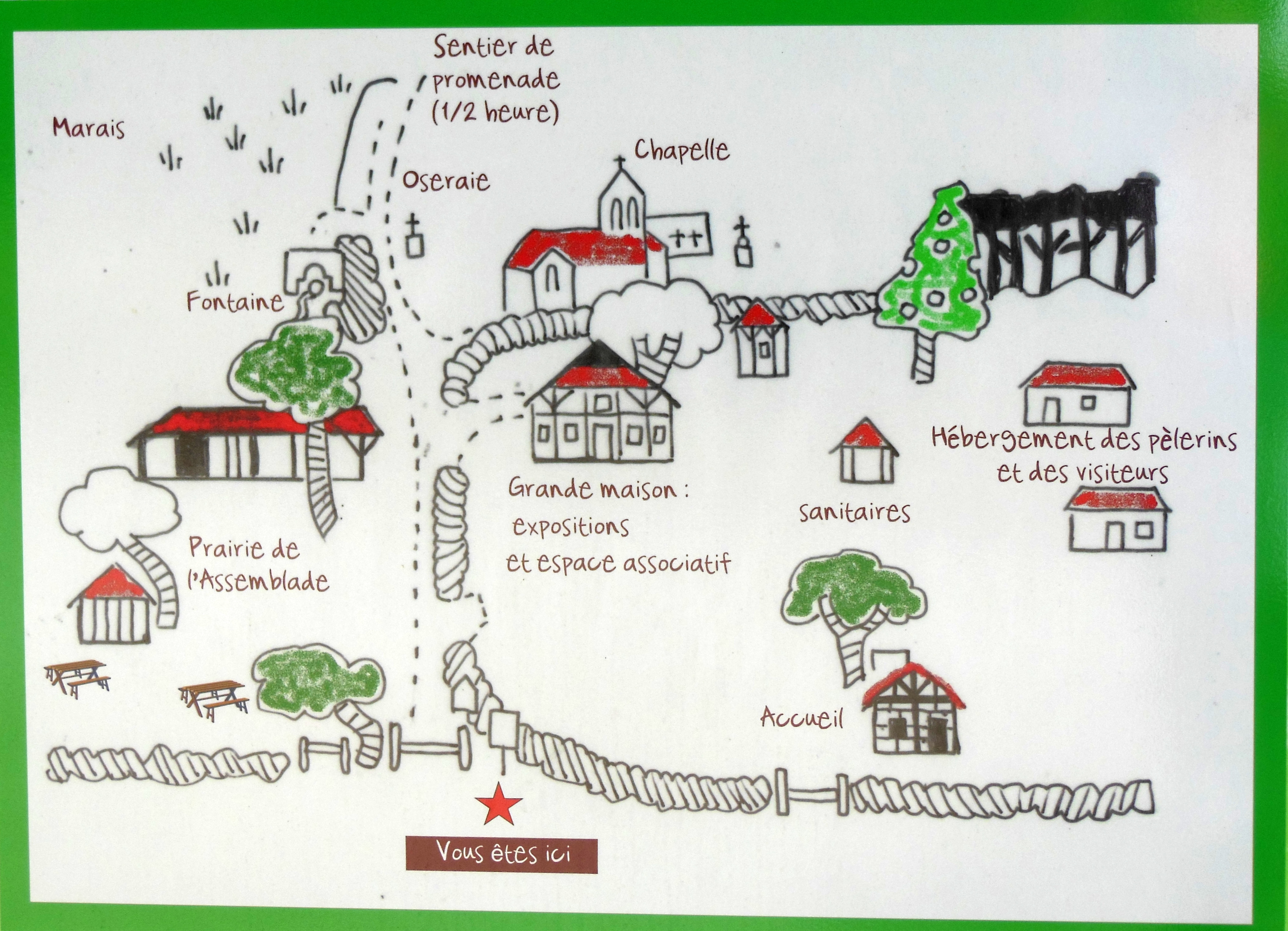
Plan du site.
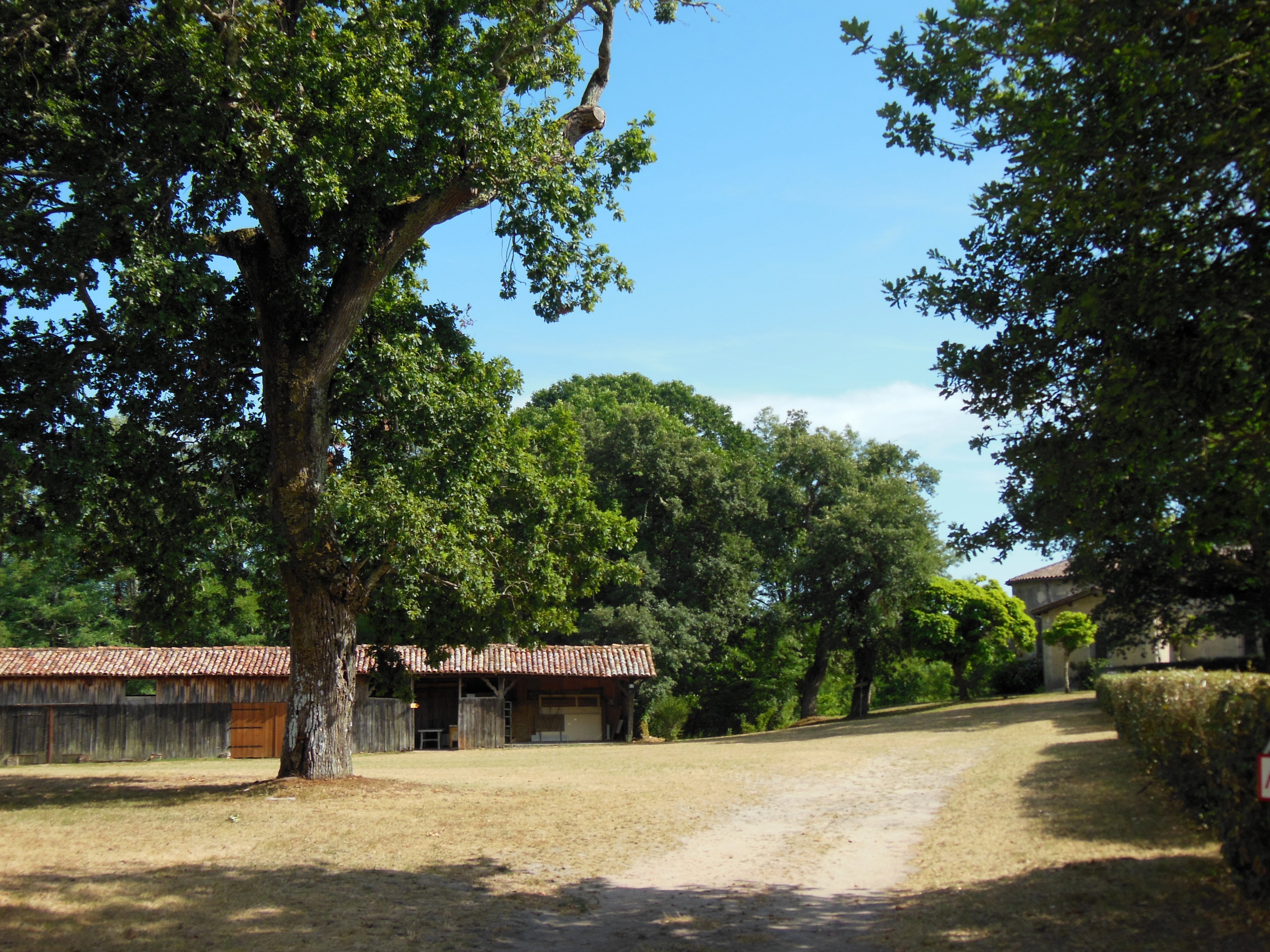
Entrée de l'airial (prairie de l'assemblade) et chevet de l'église.

Malgré la rareté des documents qui en attestent, il est certain que la fréquentation du site est très ancienne. Bouricos est occupé dès l'Antiquité et constitue à partir du Moyen Âge une paroisse qui reste indépendante jusqu'à la révolution française.

### Orthographe
Le toponyme est tantôt orthographié avec un ou deux « r » : Bouricos ou Bourricos. Depuis les registres les plus anciens datant de 1077 jusqu'aux actes notariés divers et variés du début des années 1900, il n'existe qu'une seule orthographe : Bouricos, avec un seul « r ». C'est notamment le cas sur le cadastre de la commune daté du 27 juillet 1828. C'est une association d'utilité publique qui introduit en 1907 le deuxième « r », sans doute par attraction au français Bourricot. M Méaule, descendant d'une famille d'anciens propriétaires du domaine, évoque ses souvenirs comme suit : « Les deux « r », c'est quand ils ont mis le panneau pour le syndicat d'initiative, ils se sont trompés, ça c'est toujours écrit avec un seul « r ». C'est une erreur regrettable, qu'une facile association d'idée pourrait rendre désobligeante. Il serait bon d'y remédier en faisant confiance aux autochtones, qui tous écrivent et prononcent Bouricos ». L'orthographe à retenir est donc celle originelle de Bouricos, avec un seul « r ».

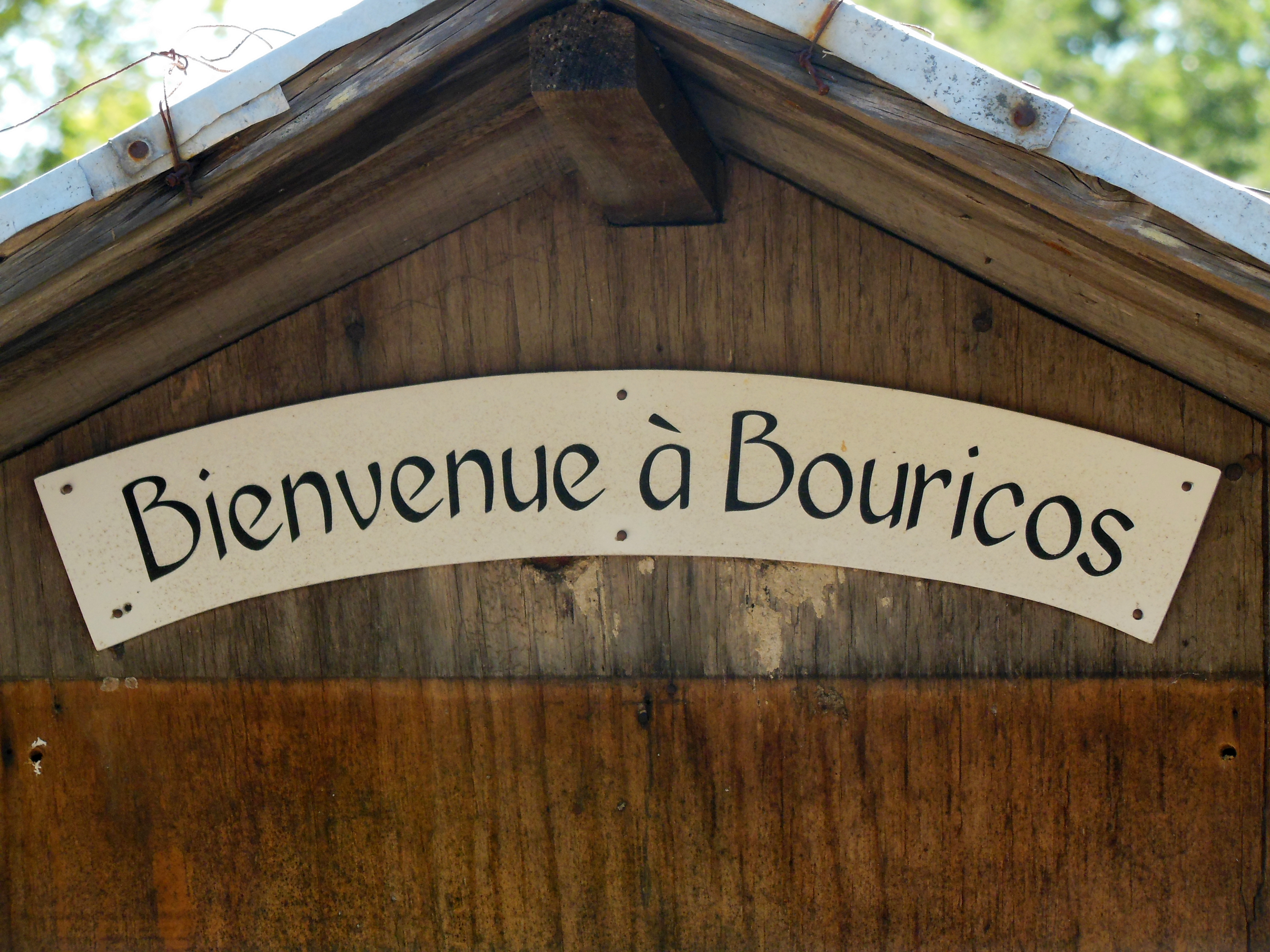
Panneau de bienvenue actuel, où Bouricos est écrit avec un seul « r ».
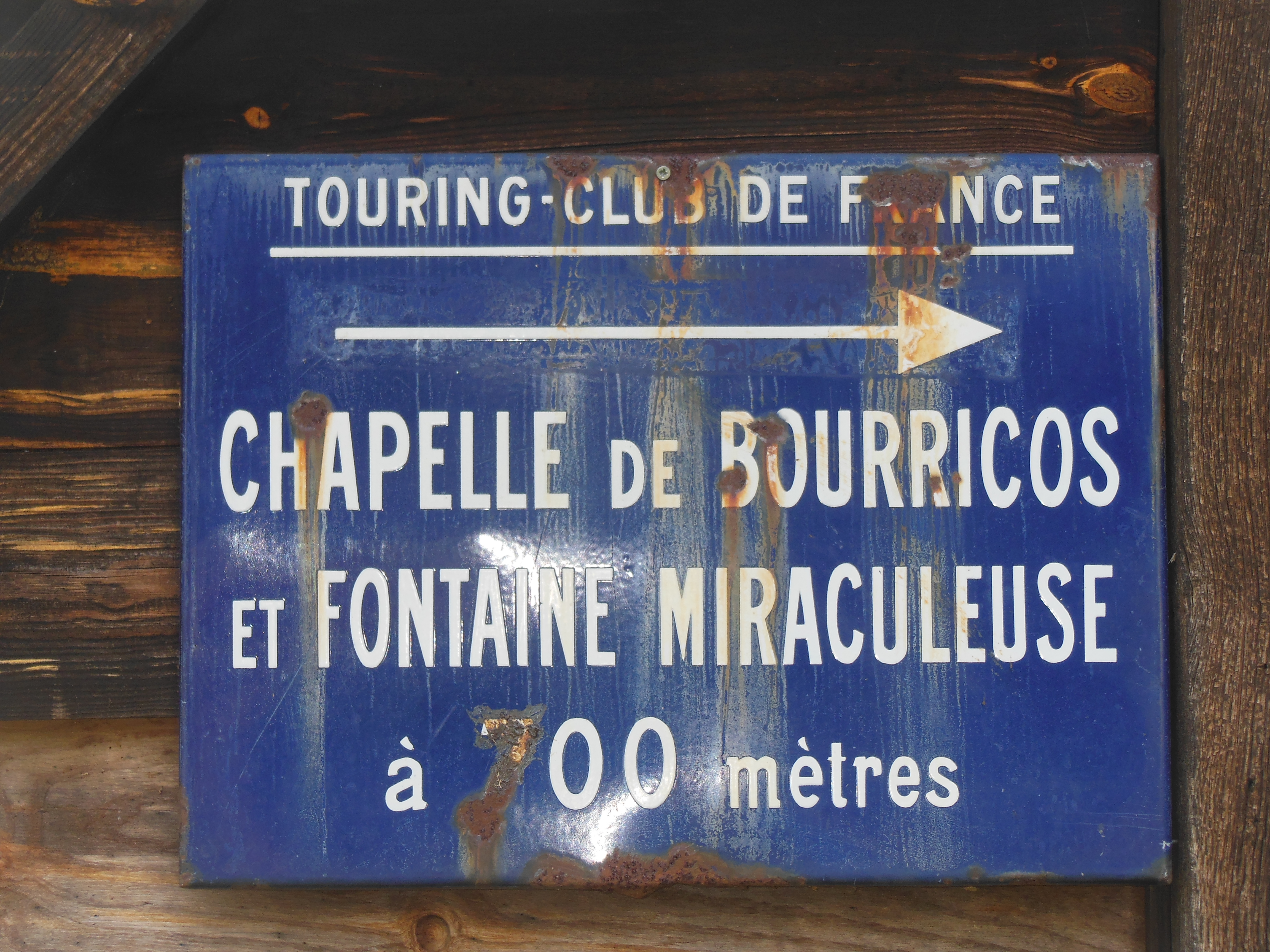
Panneau ancien du Touring club de France, où Bourricos est écrit avec deux « r ».

### Étymologie
L'origine du nom « Bouricos » n'est pas attestée et fait l'objet de plusieurs hypothèses :
- Bénédicte Boyrie-Fénié, docteur en géographie historique et spécialiste de la toponymie gasconne, apporte l'explication suivante : le lieu est une belle pelouse qui porte la chapelle et ses dépendances, dominant un vallon bien marqué, ombragé et fangeux. C'est ce que pourrait signifier le toponyme, émanant peut-être du latin médiéval borra, que le glossaire de Du Cange traduit pas Cavus dumetis plenus, ubi stagnat aqua : vallon plein de broussailles où stagne l'eau. Selon cette explication, Bouricos appartient au champ lexical gascon médiéval et peut se rattacher à la famille des toponymes Bourret (Capbreton), Bourrique (Ychoux) ou Bourruguet (Lesperon), indiquant des bas-fonds humides, à l'instar des patronymes Bourrus et Bourrust. Le suffixe -os, d'origine prélatine, est un marqueur linguistique local encore employé très tardivement dans la formation des noms de lieu avec une valeur de locatif, indiquant simplement l'endroit. Cette analyse repose sur deux critères fondamentaux en onomastique (étude des noms propres) : le premier consiste à considérer l'état des lieux au moment de la création du toponyme, le second assure que la forme actuelle est compatible avec les exigences de la phonétique historique[4].
- selon l'ouvrage Une monographie de Pontenx-les-Forges, le nom peut provenir du latin bouarica, boué : étable à bœufs, vocable courant dans la région, ou encore de boridèr, gouffre à eau tourbillonnante, qui donne Bourideys ou Bouridé[5].
- pour frère Léon, un des derniers moines ayant occupé le site avant 2012, l'origine du toponyme est à chercher du côté des dieux guérisseurs gaulois et romains : « On retrouve « bour » dans de nombreuses villes d'eau de cette époque : Bourboule, Barbotan, Borvo. ce qui ramènerait l'origine de Bouricos au temps de Charlemagne »[5].

### Historique
Antiquité
Le site de Bouricos est fréquenté dès l'Antiquité, dans ce qui est alors la Gaule aquitaine. L'historien Eugène Dufourcet indique qu'une voie romaine passe par Pontenx et par l'emporium de Bouricos. Les foires antiques appelées « emporium » (comptoir commercial romain en pays étranger) sont presque toujours installées dans des secteurs inhabités, au voisinage d'une source sacrée. Localement, ces foires deviendront des « assemblades ». L'historien Élie Menaut voit dans Bouricos un lieu de rencontre pacifique à la limite de deux peuplades antiques (Tarbelles et Boïates), puis ultérieurement du diocèse de Dax et de l'archidiocèse de Bordeaux.
Moyen Âge
Au Moyen Âge, une basilique de Bordeaux a des droits sur « Boricos » ; c'est à ce titre et sous cette forme que l'on trouve la première trace écrite de la paroisse, en 1077. Un acte notarié de 1241 mentionnant Bouricos comme « castrum nostrum de Boricos » nous apprend que le site est devenu un camp fortifié, rattaché à la baronnie de « l'Herbe Faverie », c'est-à-dire Labouheyre. Ce camp est la propriété personnelle d'Henri III, roi d'Angleterre et duc d'Aquitaine de 1216 à 1272, et bénéficie à ce titre d'un statut particulier. Le souverain fait renforcer les défenses de son camp de Bouricos et en confie le commandement à un de ses seigneurs vassaux, tandis qu'il structure à la même époque la place-forte de Labouheyre et édifie le château de Labrit, dans un contexte de resserrement de son domaine sur le sud-ouest de la France, après la perte du Poitou et de la Saintonge.
Temps modernes
En 1550, Bouricos relève du duché d'Albret, au sein de la baronnie de Labouheyre. Le dernier seigneur connu et propriétaire en 1739 jusqu'à la Révolution française se nomme Forest de Saint Clair. Le domaine fait alors 2000 ha. Un bail de 1740 indique que « des marguilliers de la paroisse Saint-Jean-de-Bouricos y habitant ont baillé à titre de ferme le cabaret de Bouricos pour 5 ans ». Ce document laisse supposer un nombre relativement important d'habitants, justifiant à Bouricos l'appellation de « Petit Bourg ». Entre 1789 et 1790, Bouricos est confisqué, devient un bien national, perd son statut de paroisse et intègre la commune de Pontenx. Un certain Antoine Dupouy parvient à en faire racheter une partie à la famille Forest de Saint Clair et conserve le reste du domaine tel que nous le connaissons aujourd'hui : l'airial de 3 ha comportant la chapelle, la fontaine et les maisons. Au décès de M. Dupouy, ses héritiers Méaule protègent l'intégrité des lieux et le transmettent à leurs descendants, la famille Coloubie.
XXe siècle
En 1905, avec la loi de séparation des Églises et de l'État, la chapelle, la fontaine et les chemins d'accès deviennent la propriété de la Commune, qui restaure la chapelle.
De janvier à décembre 1918, une scierie et un dépôt de grumes sont implantés dans le quartier de Bouricos. Exploités par un détachement du corps du génie de l'armée des États-Unis, ils sont constitutifs d'un dispositif plus large sur la commune d'aide des alliés pendant la première Guerre mondiale pour exploiter la forêt des Landes afin de répondre aux besoins en bois liés au conflit et pallier le manque de main d'œuvre locale.
Dans le milieu des années 1950, le père Ermin, bénédictin belge, recherche d'un endroit tranquille et retiré pour y fonder une communauté. Il prend contact avec monseigneur Mathieu, évêque d'Aire et de Dax, qui a étudié à Louvain. Les deux hommes d'église tombent d'accord sur Bouricos, que le diocèse d'Aire et Dax loue à partir de janvier 1956. Le propriétaire, M. Coloubie, dont une des sœurs est religieuse, accueille très favorablement le projet et les cinq premiers moines, parmi lesquels se trouve Daniel-Ange de Maupeou d'Ableiges, s'installent pour établir la Fraternité de la Vierge des Pauvres. Les moines partagent leur temps entre leur vie religieuse à Bouricos et leur emploi dans le civil, loin de l'image des moines cloîtrés observant le vœu de silence ou priant toute la journée. Ils s'ouvrent au contraire sur le monde en occupant des emplois à l'extérieur et en accueillant des visiteurs. Au départ, les moines sont sylviculteurs à la Compagnie des Landes. Puis ils se mettent à chercher du travail ailleurs : l'un devient chauffeur routier (ramassage scolaire, bus Euroline, transport international), l'autre est charpentier au CAT de Moustey, un autre encore distille un hydromel. La journée commence par le récit des matines, se poursuit par le travail de chacun et se termine par le dîner, que les moines partagent avec des invités (routards ou gens effectuant une retraite) et au cours duquel on prie avant de lire les chroniques des croisades. Les habitants de la commune viennent sur les lieux essentiellement pour la messe de Noël ou la kermesse de la saint-Jean-Baptiste. Au fil des ans, le profil des moines se diversifie avec l’accueil d'un frère ougandais et d'un autre, britannique. L'histoire de ce dernier, nommé Christopher Batley, est singulière : pendant la Seconde Guerre mondiale, il est officier dans la Royal Navy. Torpillé au large de Southampton, cet anglican fiancé fait vœu de conversion au catholicisme et à la vie monacale s'il en réchappe. Après son sauvetage, il tient son engagement et rejoint les rangs de la communauté de Bouricos.

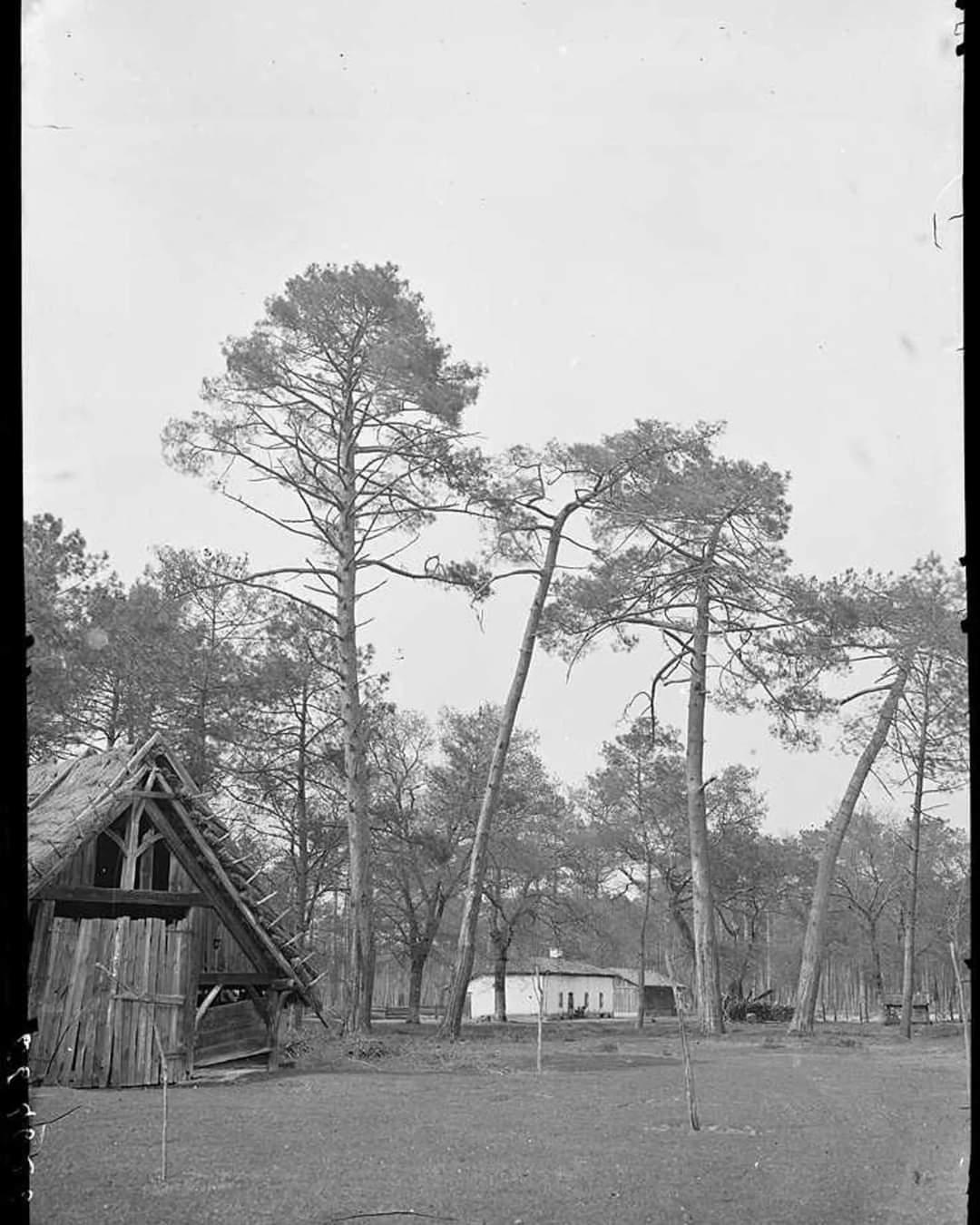
Maison et bergerie, Bouricos, Pontenx. Photographie de Félix Arnaudin.
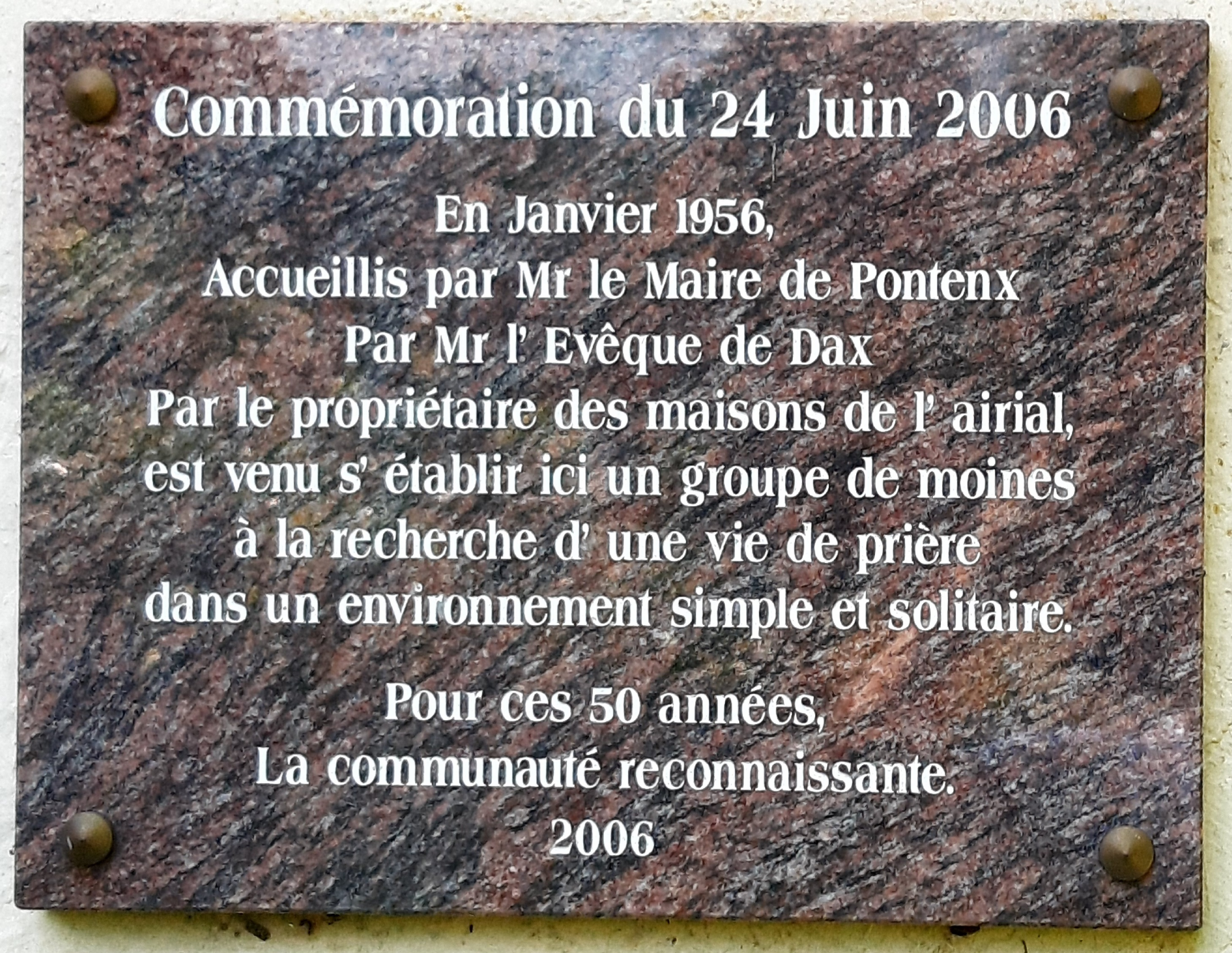
Plaque commémorative apposée sur le mur extérieur de la chapelle.

## De nos jours
Au départ des derniers moines en décembre 2012, la communauté est dissoute et le site mis en vente par sa propriétaire. La commune de Pontenx-les-Forges, consciente du caractère exceptionnel du lieu d'un point de vue historique et patrimonial, en fait l'acquisition en avril 2013. Une charte est rédigée et votée par le conseil municipal, qui vise à permettre que soit garantis en ce lieu  l'ouverture au public, l'accueil de pèlerins, la tenue de l'assemblée villageoise de la saint Jean chaque 24 juin, la conservation de l'environnement naturel (airial, zone humide, etc.) et du patrimoine bâti, la vie spirituelle et culturelle.

### Pèlerinage
Pour les pèlerins de Saint-Jacques-de-Compostelle, Bouricos se situe sur une voie transversale reliant la voie de Tours (via Turonensis) à la voie de Soulac longeant le littoral aquitain. Les pèlerins descendant par la voie de Tours peuvent bifurquer à Labouheyre vers Lüe, Bouricos, Saint-Paul-en-Born et Mimizan. Une œuvre au pied du clocher-porche de Mimizan matérialise les mille kilomètres restant à parcourir jusqu'à destination.

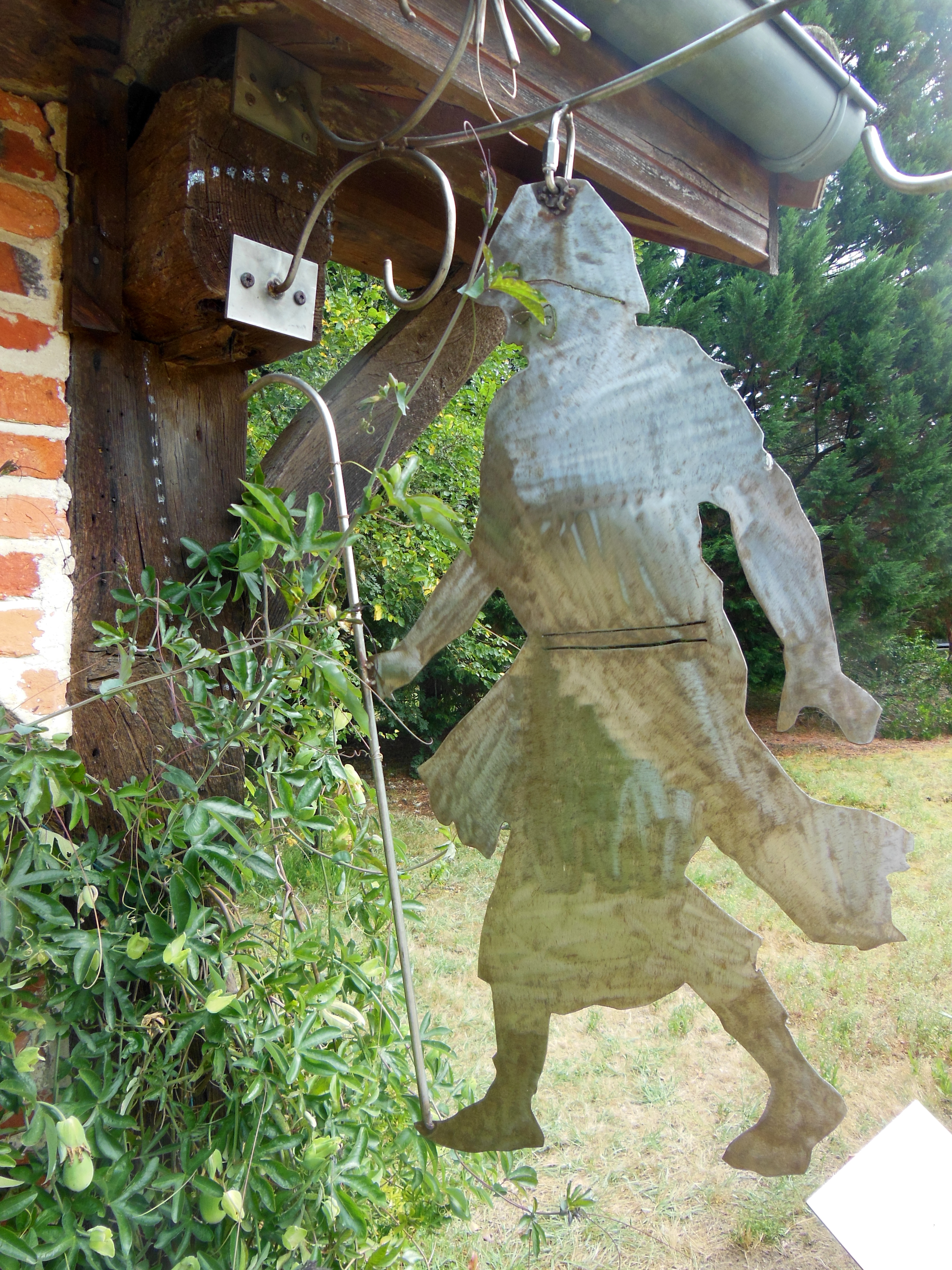
Enseigne de pèlerin.

### Fête de la Saint-Jean
Les Amis de Bouricos est une association laïque loi de 1901, déclarée au Journal officiel à la Préfecture des Landes le 13 juin 2007. Son but essentiel initial est la préservation de la fête de la Saint-Jean à Bouricos chaque 24 juin. L'association et la commune sont liées par une convention d'occupation des lieux.
Cette kermesse, organisée chaque année en commémoration de la naissance de saint-Jean-Baptiste, est la survivance d'une « assemblade », évoquée dès la période médiévale. Ce terme local (issu du gascon assemblada) désigne une foire réunissant jusque dans la première moitié du XXe siècle maquignons, pèlerins, forains, bergers landais et leurs troupeaux sur un lieu de dévotion. La foule se rassemblait à Bouricos au solstice d'été dans un mélange de profane et de sacré : la messe était célébrée autour d'une foire commerciale. On y échangeait non seulement des marchandises, mais aussi des informations, de la main-d'œuvre, des renseignements. On pratiquait à cette occasion des ablutions dans la fontaine Saint Jean-Baptiste dans l'espoir de soigner des maladies de peau. Des amusements et un bal animaient l'événement. L'airial était alors envahi d'une foule considérable, déversée « à pleines charrettes ».
Si l'on consulte l'indicateur de la Société des chemins de fer d'intérêt local du département des Landes des années 1910, on constate que « Trottoir de Bourricos » figure comme station de la ligne reliant Labouheyre à Mimizan-les-Bains et qu'un train s'y arrêtait une fois par an, le 24 juin.

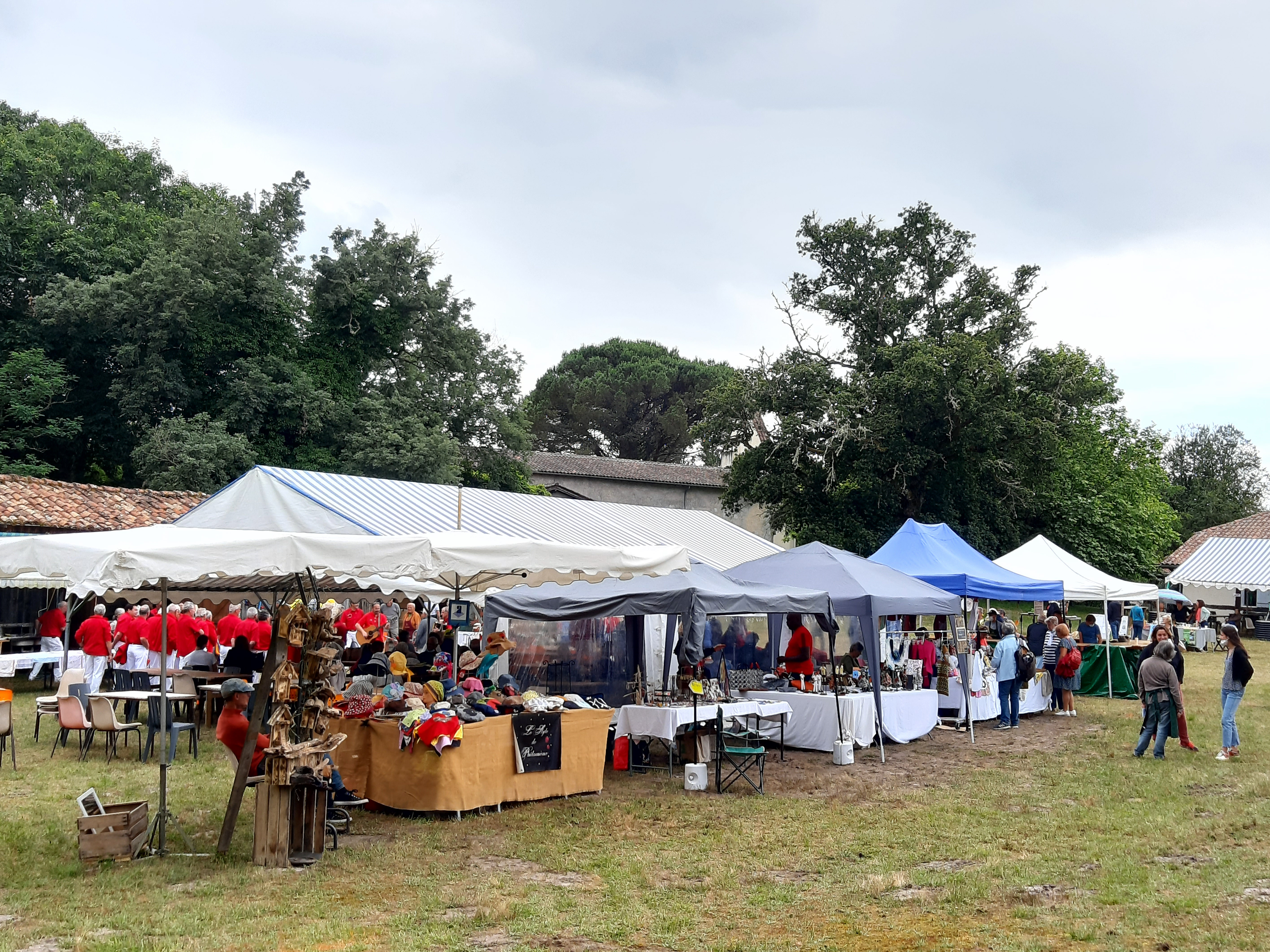
Kermesse de Bouricos, survivance de l'assemblade du 24 juin.

### Bâtiments
- Église Saint-Jean-Baptiste : lieu de culte catholique édifié au XIIe siècle

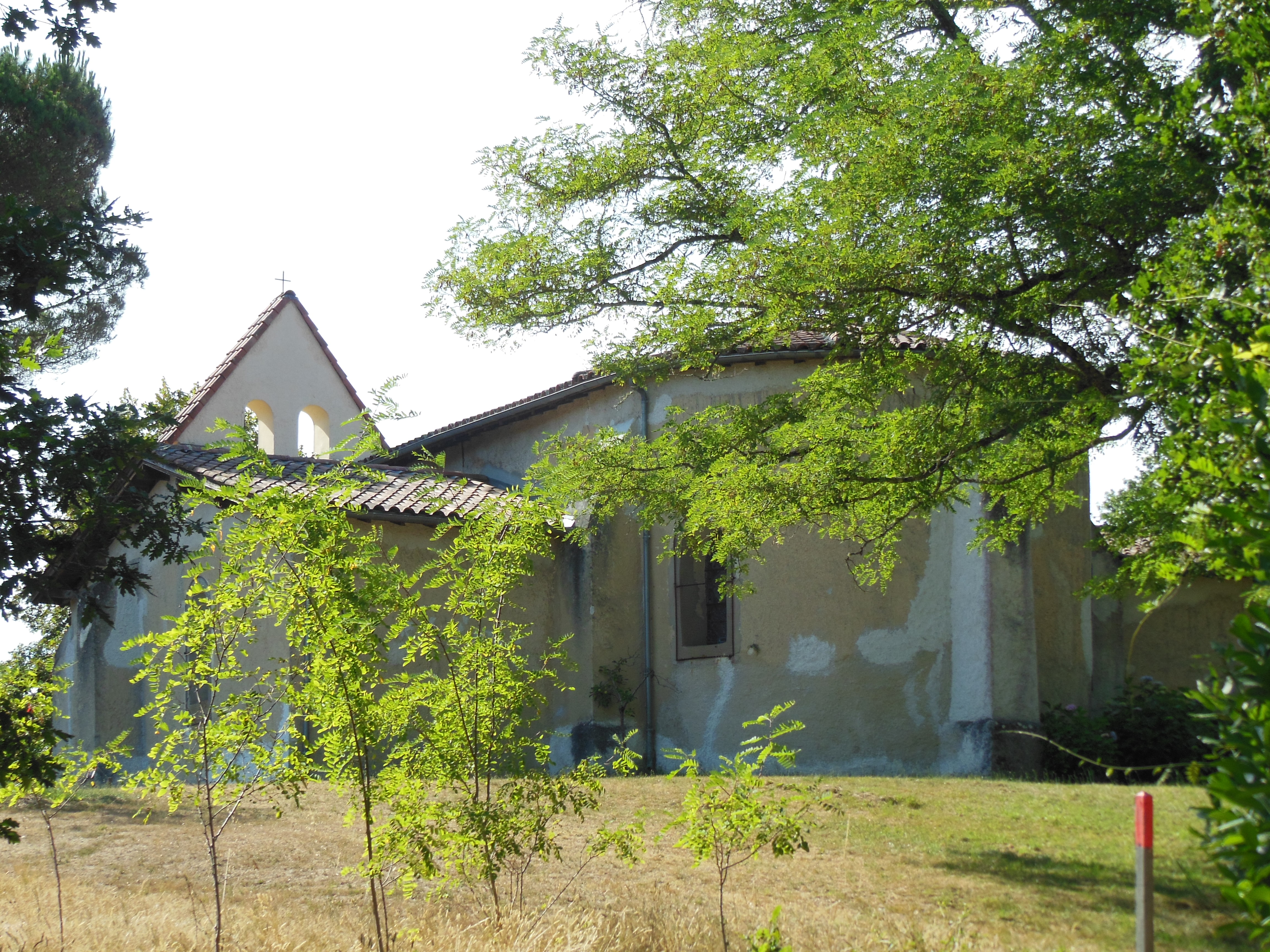
Église Saint-Jean-Baptiste de Bouricos.
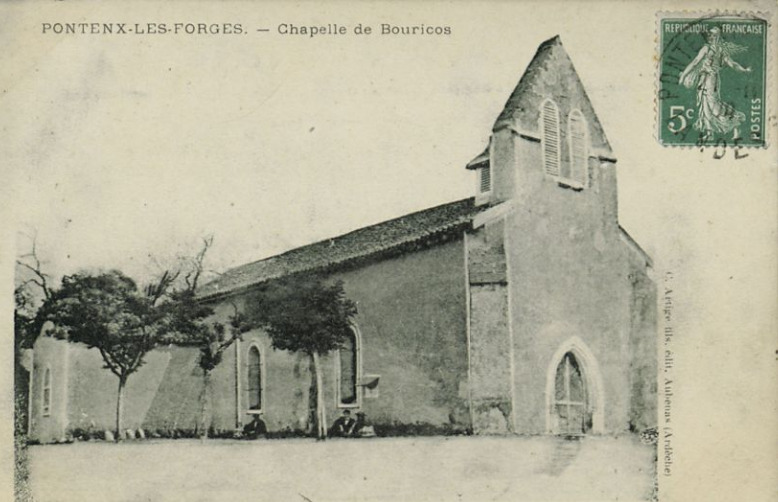
Carte postale de la chapelle de Bouricos du début du XXe siècle.

- Grande Maison ou Espitaou (du gascon : hospice, refuge) : établissement où l'on recevait jadis les personnes nécessiteuses pour les soigner et les entretenir. Il ne faut cependant pas donner à espitaou le sens moderne d'hôpital. Était-ce primitivement le siège d'une commanderie des chevaliers de l'Ordre de Saint-Jean de Jérusalem, avec hôpital et chapelle constituant une halte pour les pèlerins vers Saint-Jacques de Compostelle ? Aucun document n'en atteste. Toutefois, une tradition orale locale ferment ancrée et l'existence d'autres propriétés de l'ordre sur le littoral gascon orientent vers cette hypothèse. Bouricos est cité dans les Recogniciones feodorum in Aquitania (recueil d'actes de l'administration anglaise de la Gascogne), pour son castelnau, mais l'espitaou n'y est pas mentionné. La Grande Maison a ensuite été occupée par les frères de la Vierge des Pauvres jusqu'au départ de ces derniers fin 2012[4]. De nos jours, le lieu accueille des colloques, séminaires, ateliers et une bibliothèque est à la disposition du public[2].

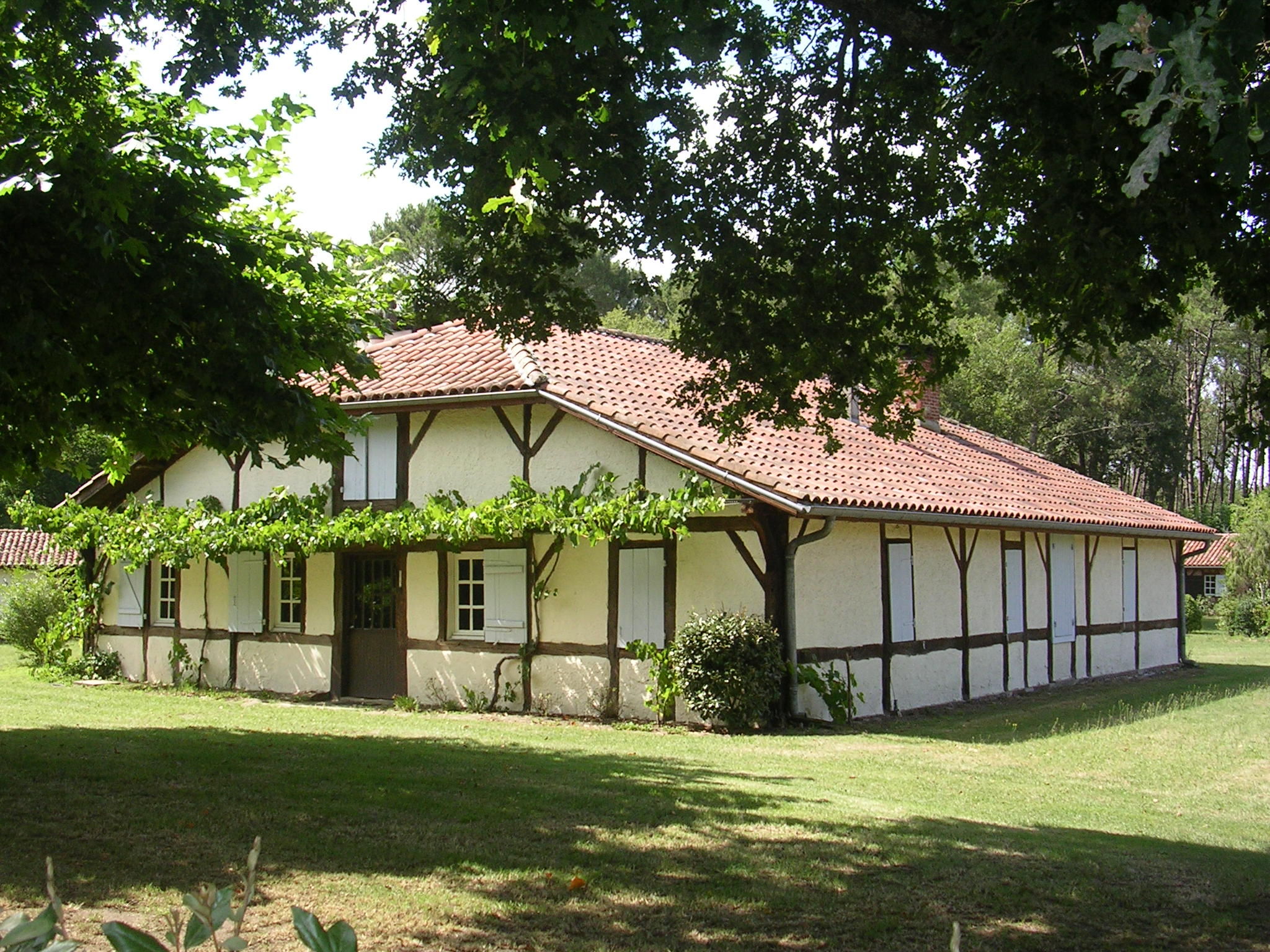
Grande Maison ou Espitaou, naguère occupée par les moines.
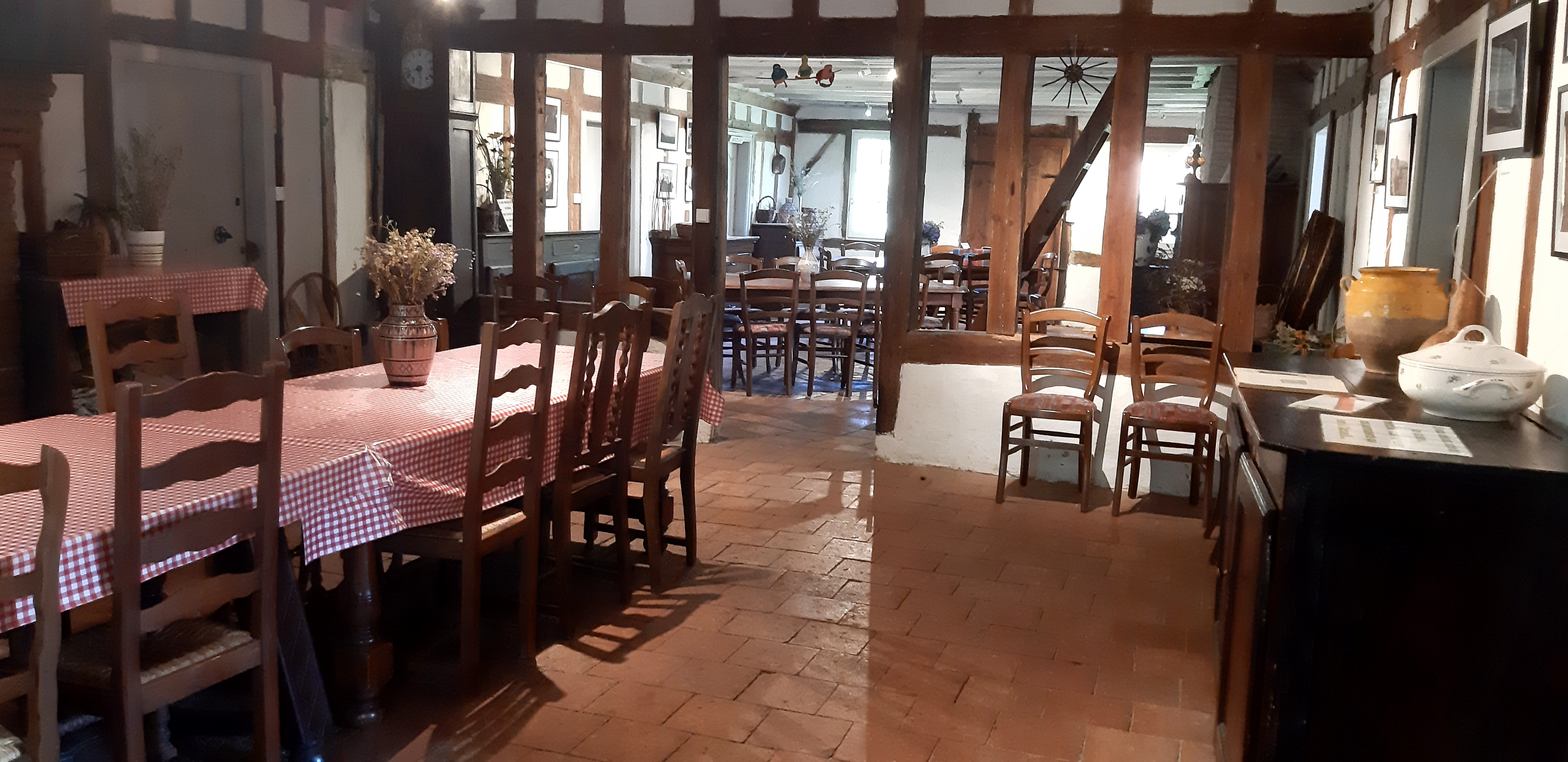
Vue intérieure de l'Espitaou.

- Accueil : maison mise par la municipalité à la disposition de l'association Les Amis de Bouricos et servant aux activités de cette dernière, au repas des pèlerins et aux autres personnes de passage[2].

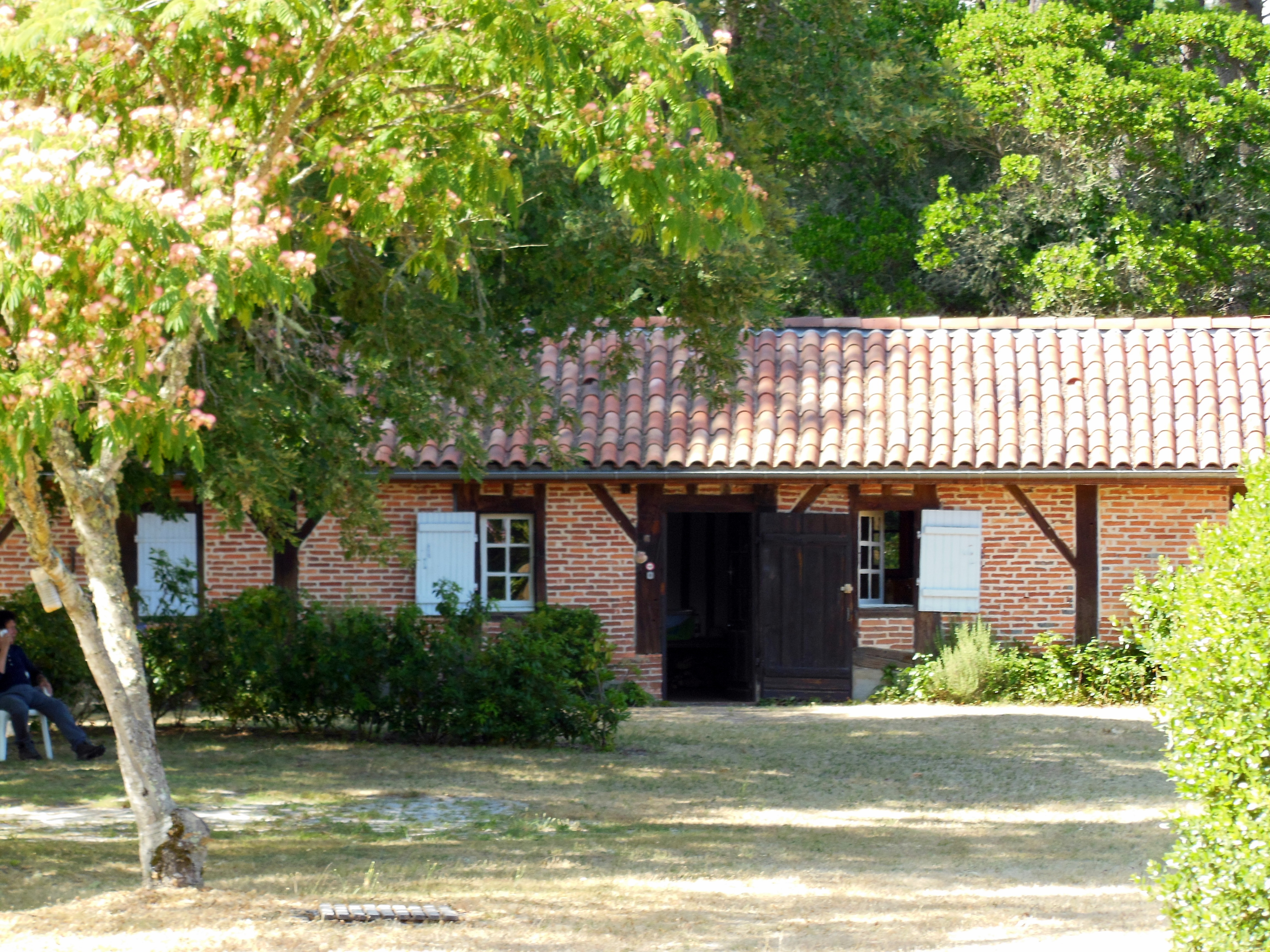
Accueil, dans une maison landaise en briquettes.

- Hôtellerie : maison accueillant pour une ou deux nuits routards, voyageurs et pèlerins[2].

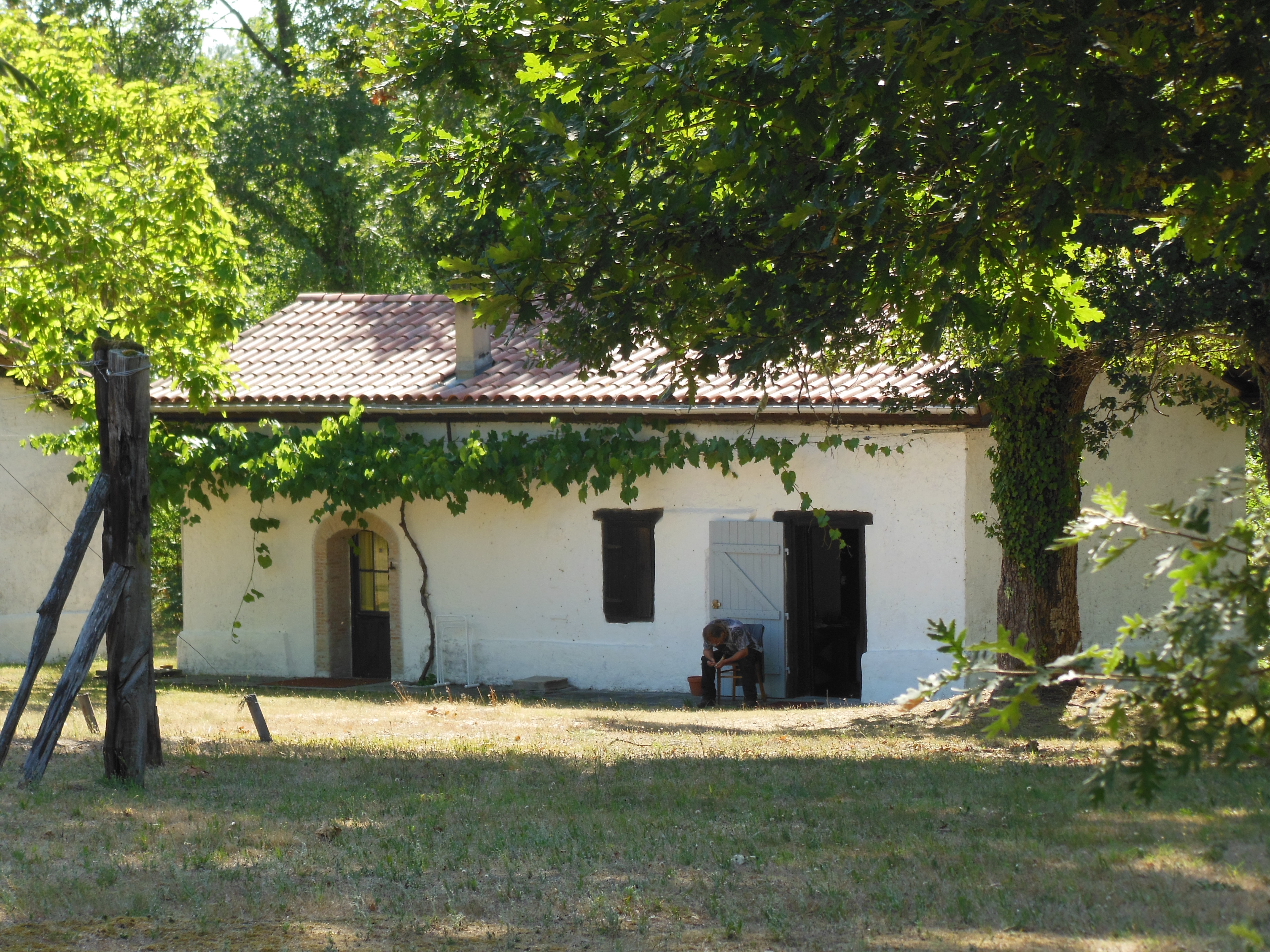
Hôtellerie, dans une ferme landaise avec treille.

- Miellerie : maison où vit le gardien du site de Bouricos[2].

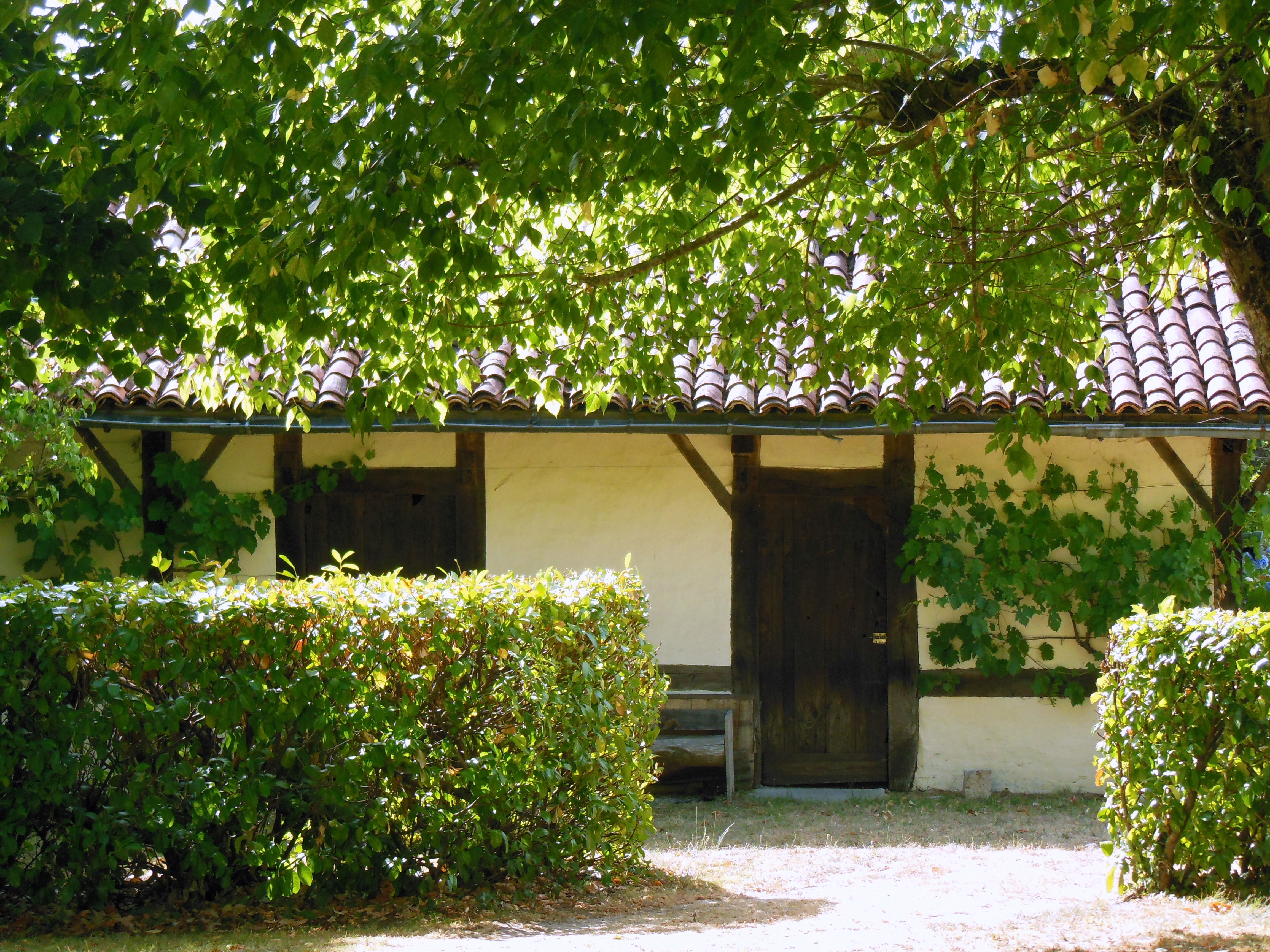
Miellerie.

### Équipements
- fontaine Saint Jean-Baptiste : source et fontaine prennent dans les Landes un sens proche. Saint-Jean est invoqué pour les maladies de peau ou l'eczéma. Son lien avec le culte de l'eau est un rappel du baptême du Christ qu'il réalisa dans les eaux du Jourdain. Le 10 juillet 1660, Berthomide du Bois, de Saint-Paul-de-Frontignac, décède à Bouricos où elle s'était rendue en raison de son infirmité pour faire une neuvaine[4].

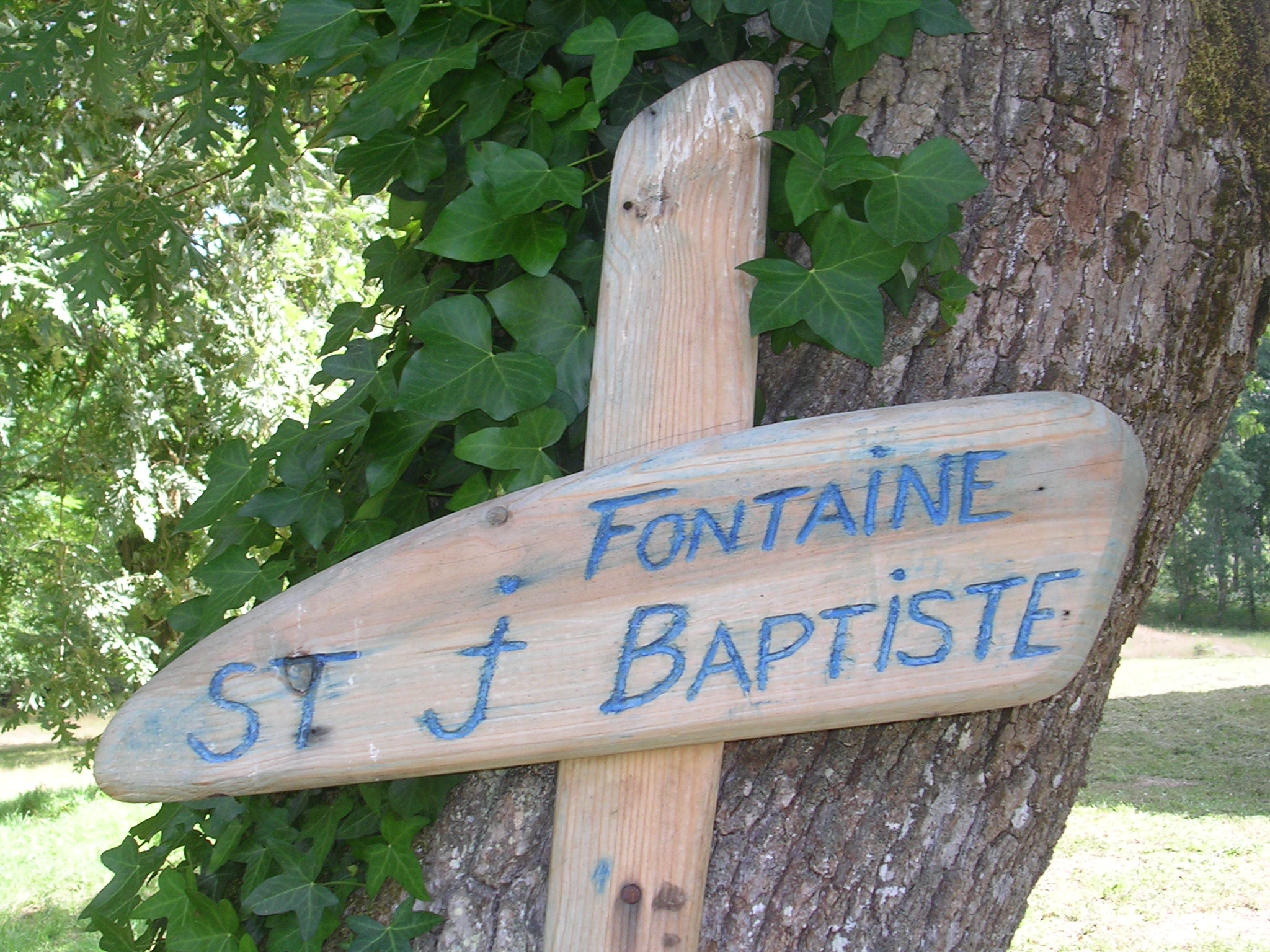
Panneau signalant la fontaine.
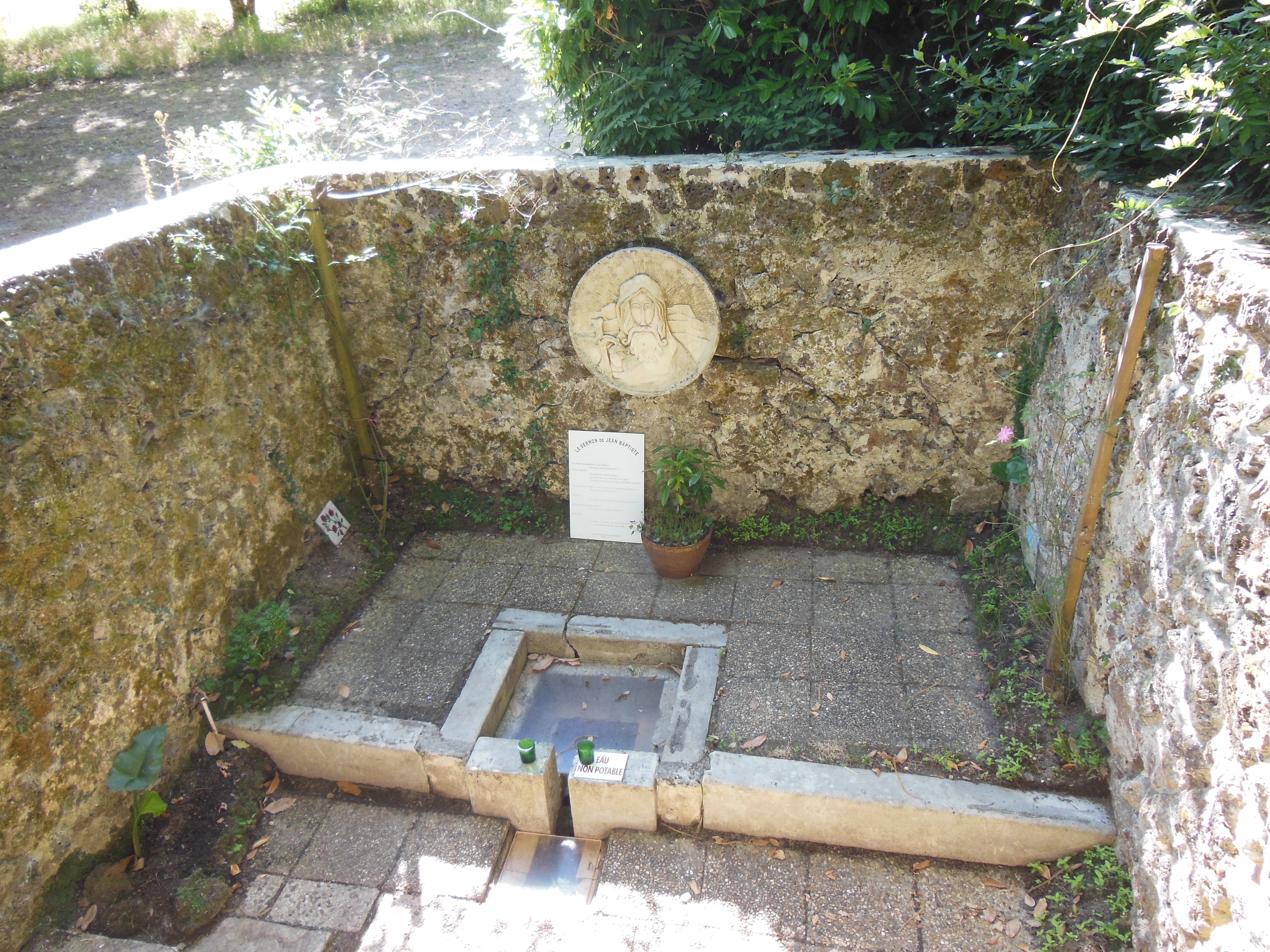
Fontaine.

- four à pain : four traditionnel landais restauré par l'association des Amis de Bouricos avec l'aide du charpentier de l'écomusée de Marquèze. Il est allumé à de nombreuses occasions festives et sert notamment à confectionner des « coques », petits pains fourrés traditionnels[2].

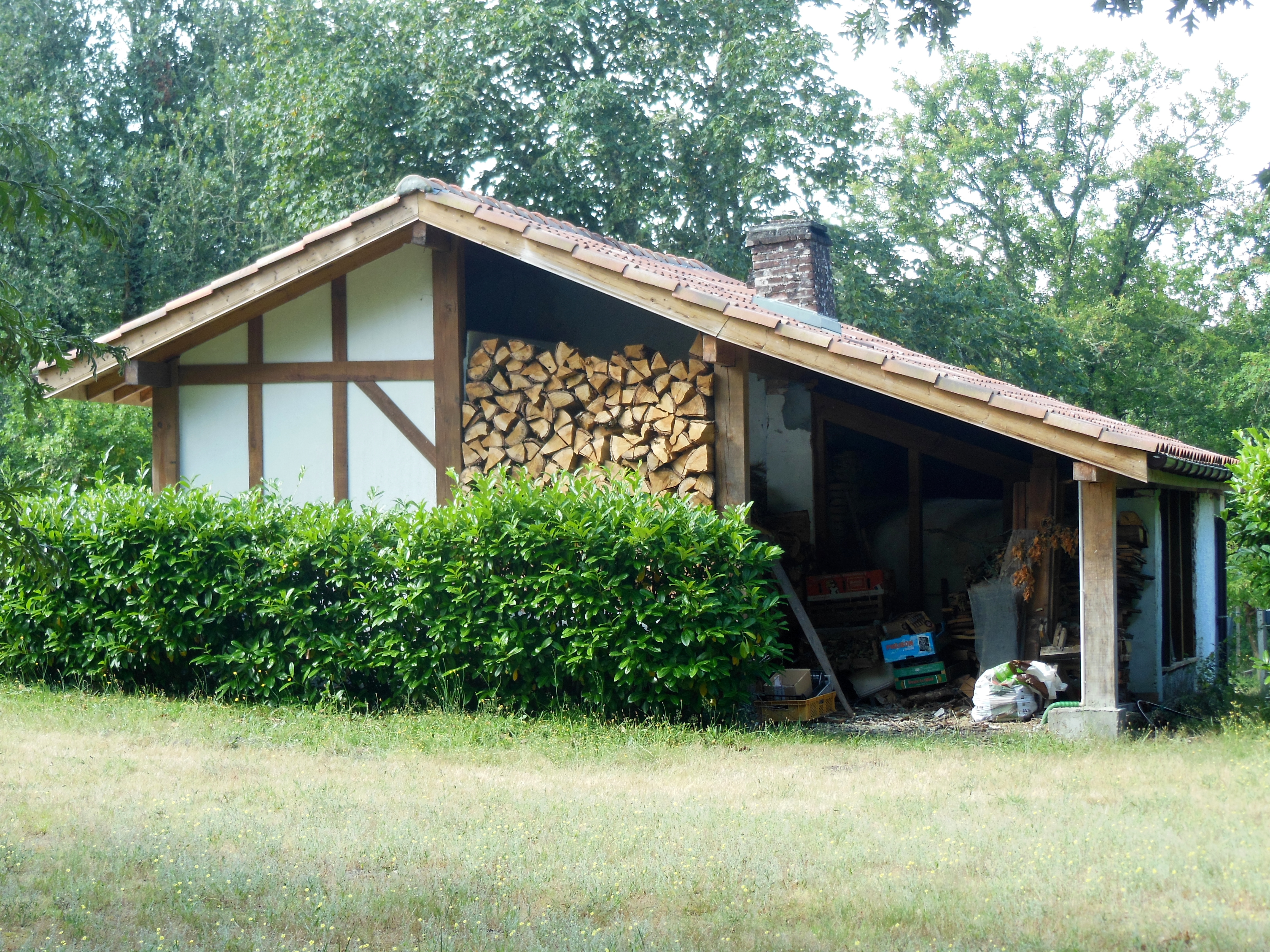
Le four à pain.
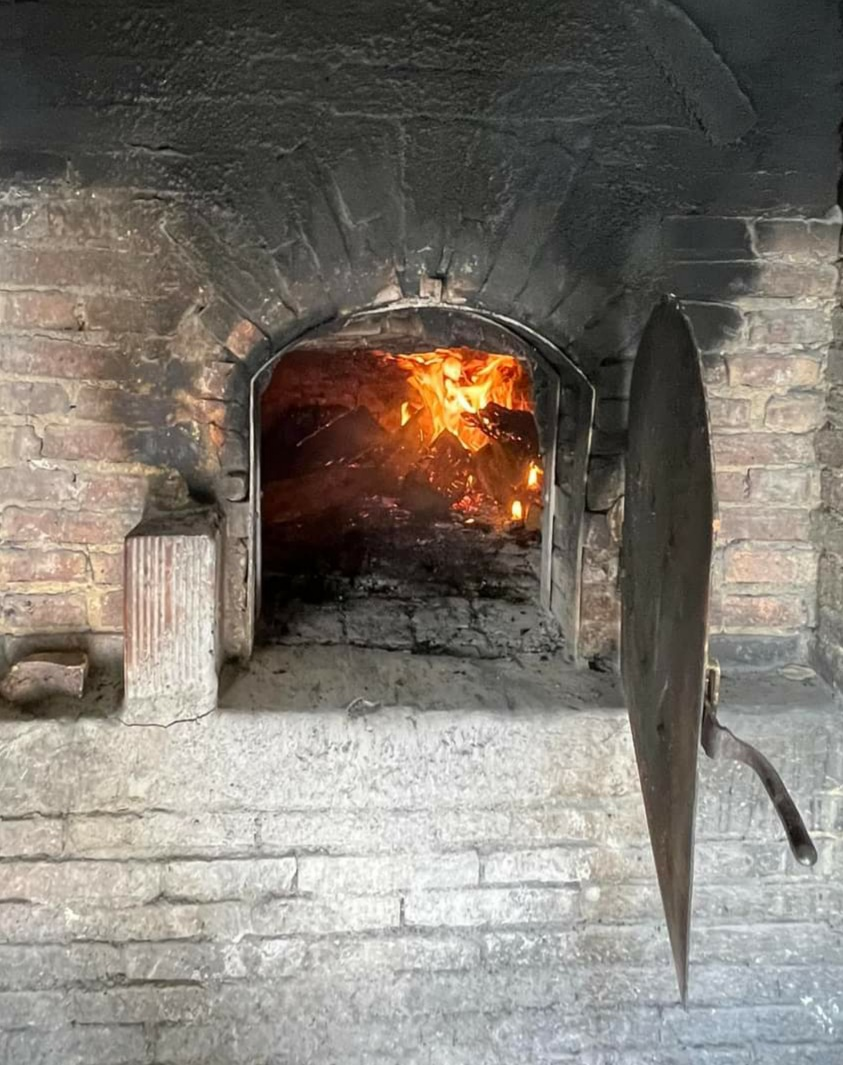
Four allumé.
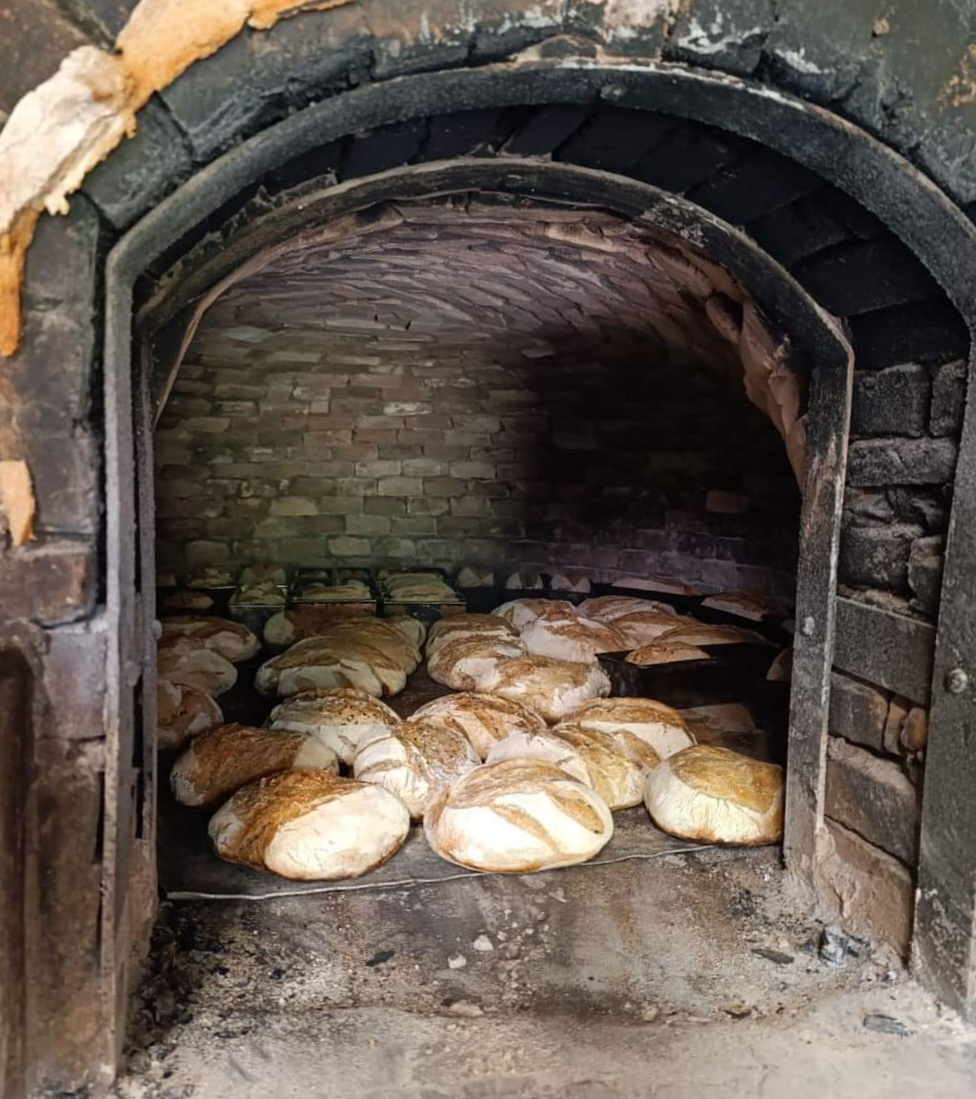
Fournée de pains cuits sur place.

- rucher : durant les 56 ans de leur présence sur le site, certains moines de la communauté ont pratiqué l'apiculture. L'association des Amis de Bouricos relance cette activité à partir de 2015 en partenariat avec les Ruchers du Born de Pontenx. La première récolte permet la production de 315 kg et remporte une médaille au « concours des miels de Nouvelle-Aquitaine ». Quinze pollens différents entrent dans la composition des miels, à dominante châtaignier et bruyère[2].

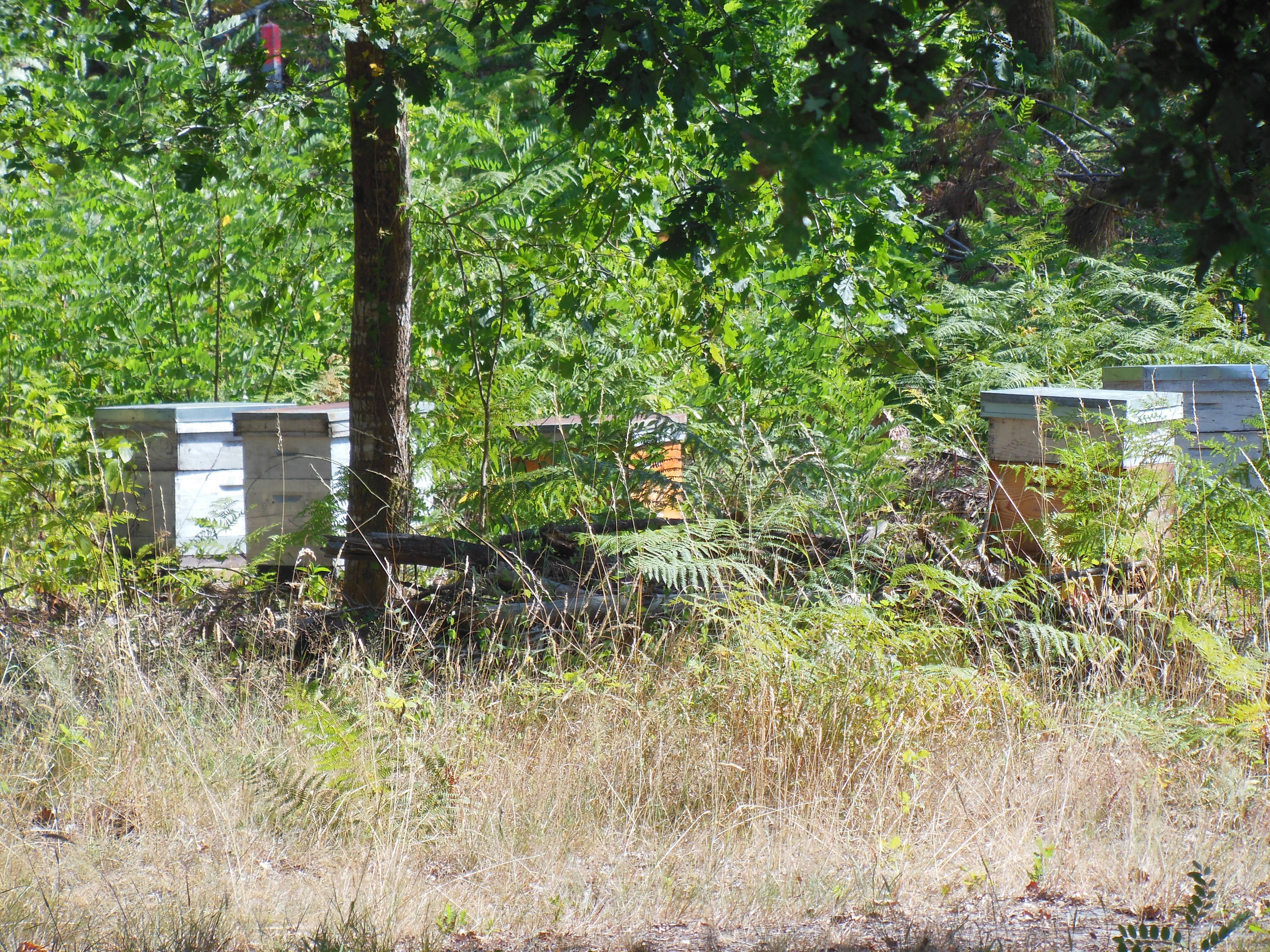
Les ruches.
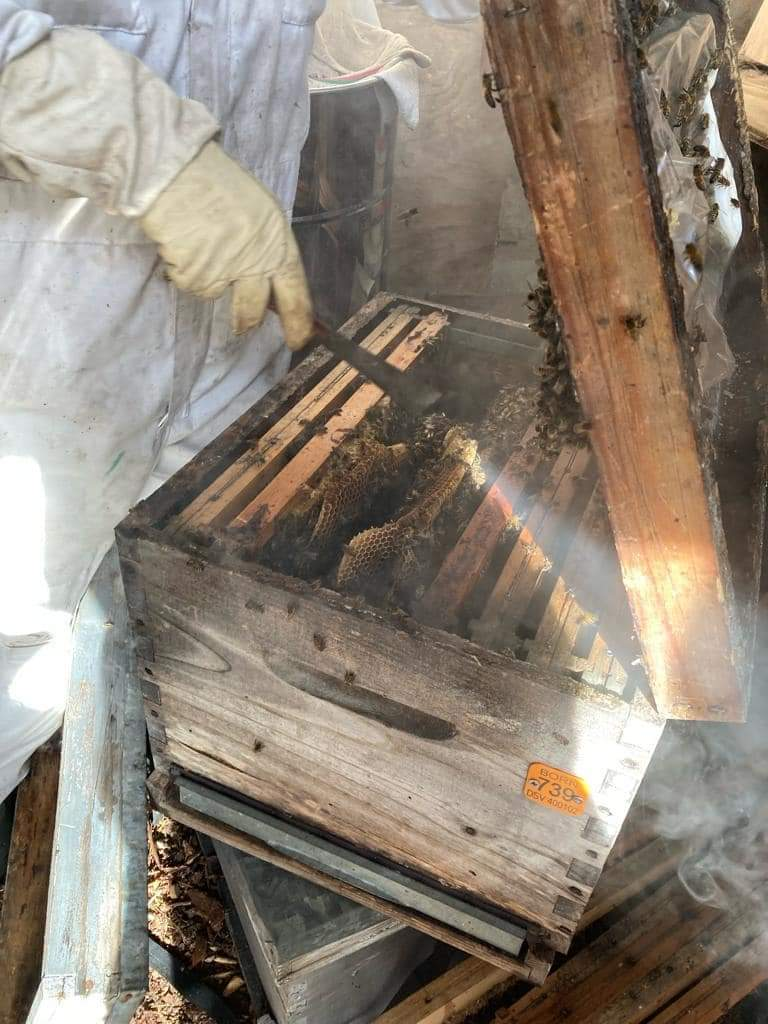
Apiculteur intervenant sur une ruche.

- rampeau : (du gascon : lou rampèu) : jeu de quilles traditionnel du sud-ouest de la France. Ses origines sont lointaines et il était pratiqué essentiellement à l'occasion de concours populaires de villages. Il se joue avec une boule et trois quilles. L'objectif est de faire tomber les quilles. Pour cela, le lanceur a un lancer sur chacun des trois « pites ». La boule doit obligatoirement tomber après la barre. Les quilles sont relevées après chaque lancer. La quille la plus proche vaut trois points, celle du milieu deux points, la plus éloignée un point. Le score maximum sur les trois lancers est donc de dix-huit points[2].

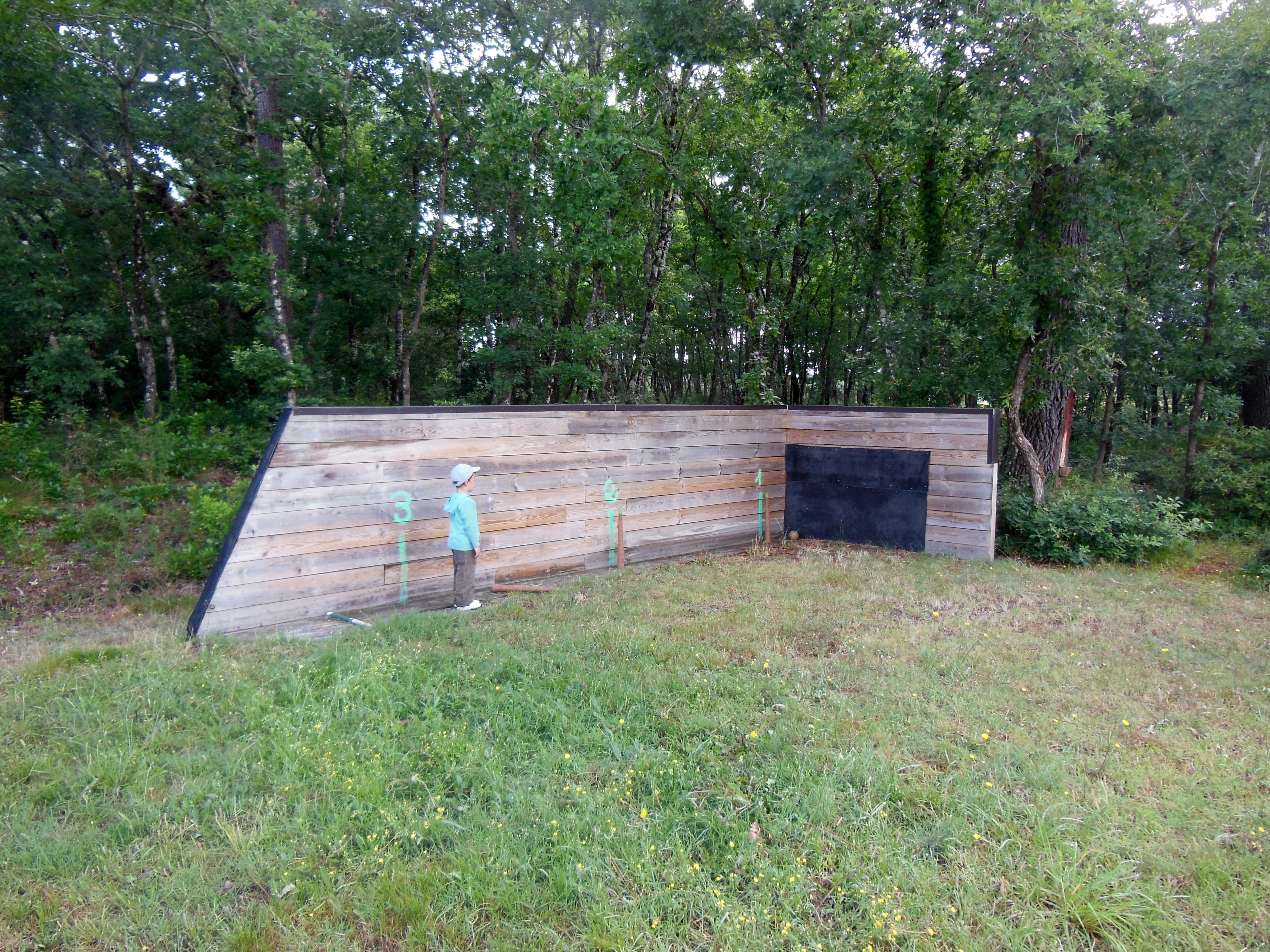
Piste de rampeau (jeu de quilles landaises).

- poulailler : les poulaillers des Landes de Gascogne étaient montés sur pilotis afin de permettre aux volailles de se mettre à l'abri de l'humidité des sols et des prédateurs, notamment le renard et le loup (dernier loup tué dans les Landes dans les années 1960). Dans la journée, les poules pouvaient circuler sur tout l'airial pour trouver leur nourriture et ne rentraient au poulailler qu'en fin de journée grâce à quelques poignées de grain. Elles grimpaient par une échelle à un seul montant et on pouvait récupérer en bas du poulailler leurs déjections qui servaient d'engrais pour les jardins[2]. Le Parc naturel régional des Landes de Gascogne a repris le thème de la poule perchée et du renard sur son logo, en s'inspirant d'une gravure figurant sur la poutre d'une maison de Luxey datée du 11 juin 1772[3].

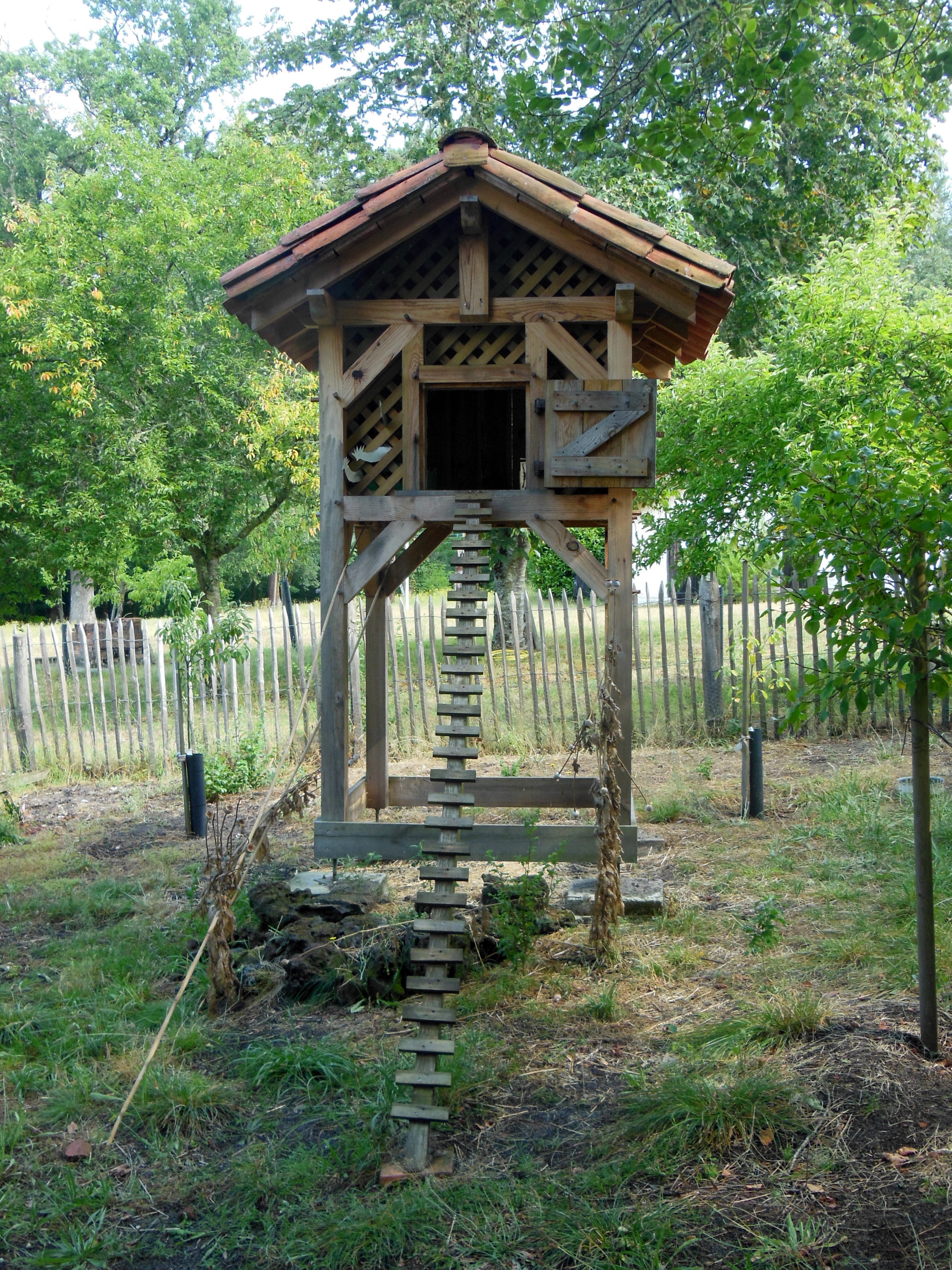
Poulailler landais perché, ainsi conçu pour tenir les poules hors d'atteinte des renards.

- treille : la vigne cultivée en façade de l'Hôtellerie et de la Miellerie permet de produire une cinquantaine de bouteilles de vin rouge et une vingtaine de bouteilles de vin blanc par an. Le vin de Bouricos, produit naturellement, est servi par l'association des Amis de Bouricos lors d'événements festifs[2].

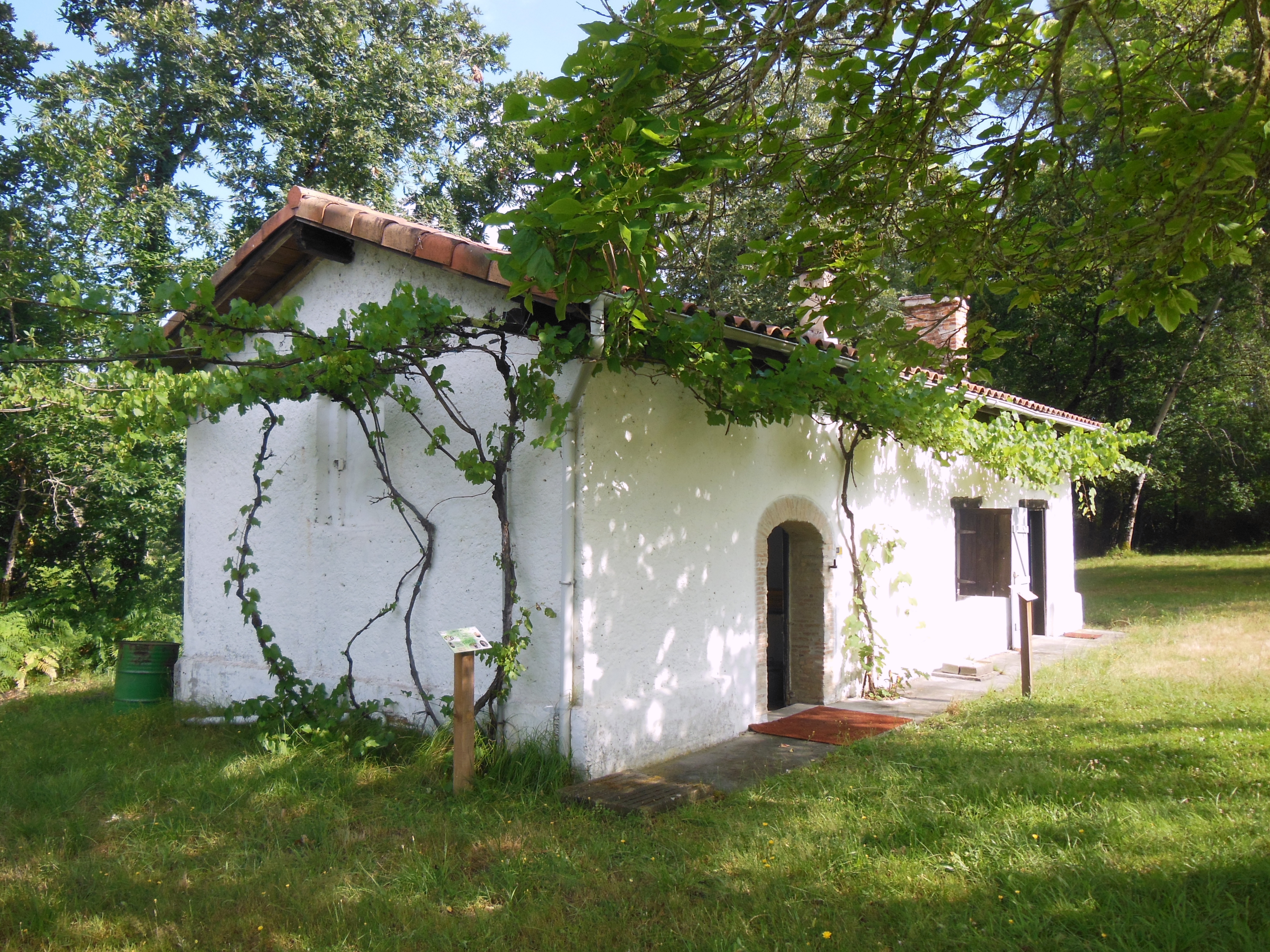
Treille (Hôtellerie).

- jardin de simples : il fait référence aux jardins médiévaux puisque les simples étaient le nom donné aux plantes médicinales. Au Moyen Âge, tout jardin comportait une partie appelée herbularius ou jardin de simples. Planté d'espèces médicinales et aromatiques, ce jardin était essentiel pour constituer la pharmacopée familiale, alors directement issue des plantes[2].

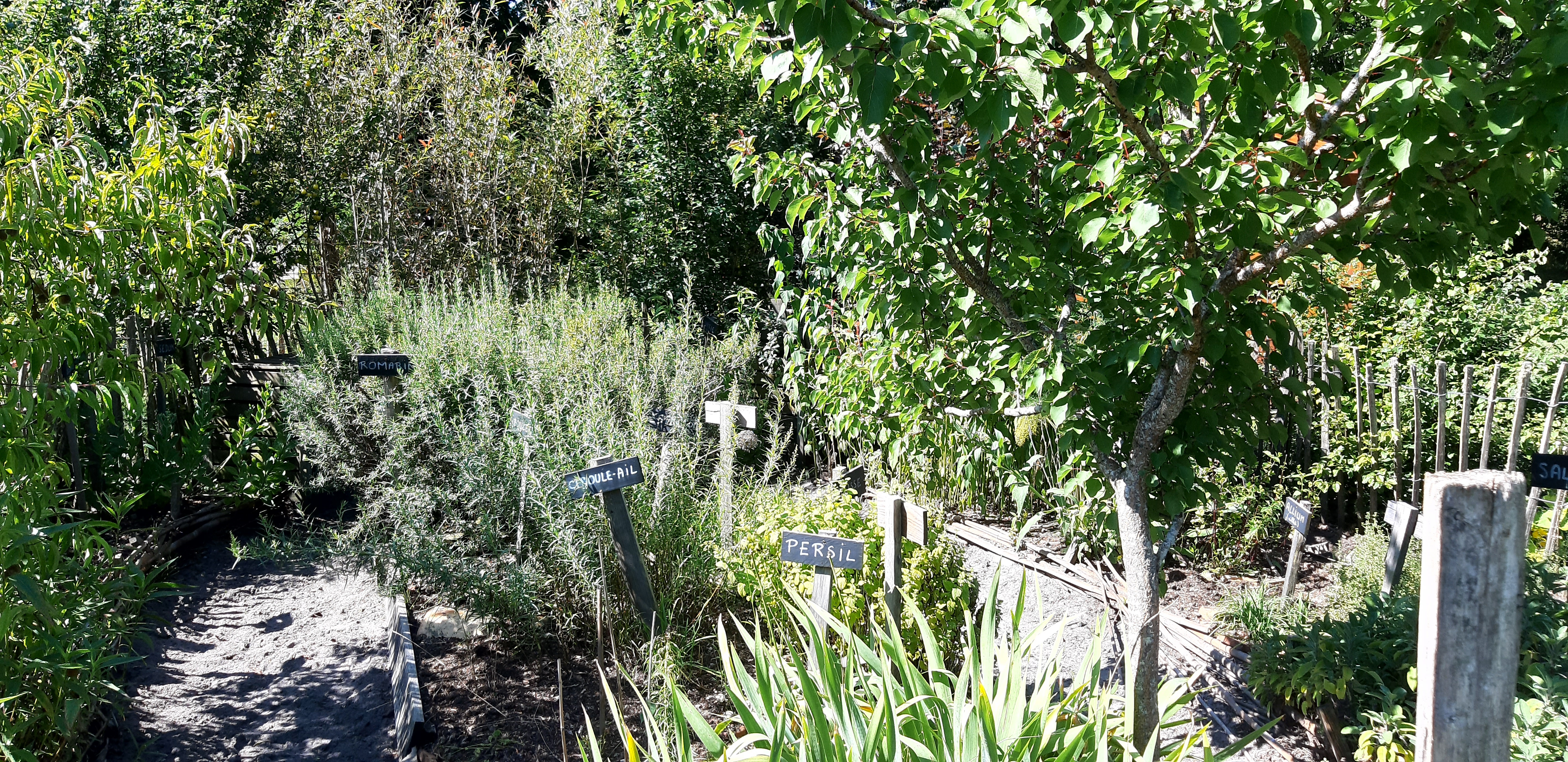
Jardin médicinal, dit jardin de simples.
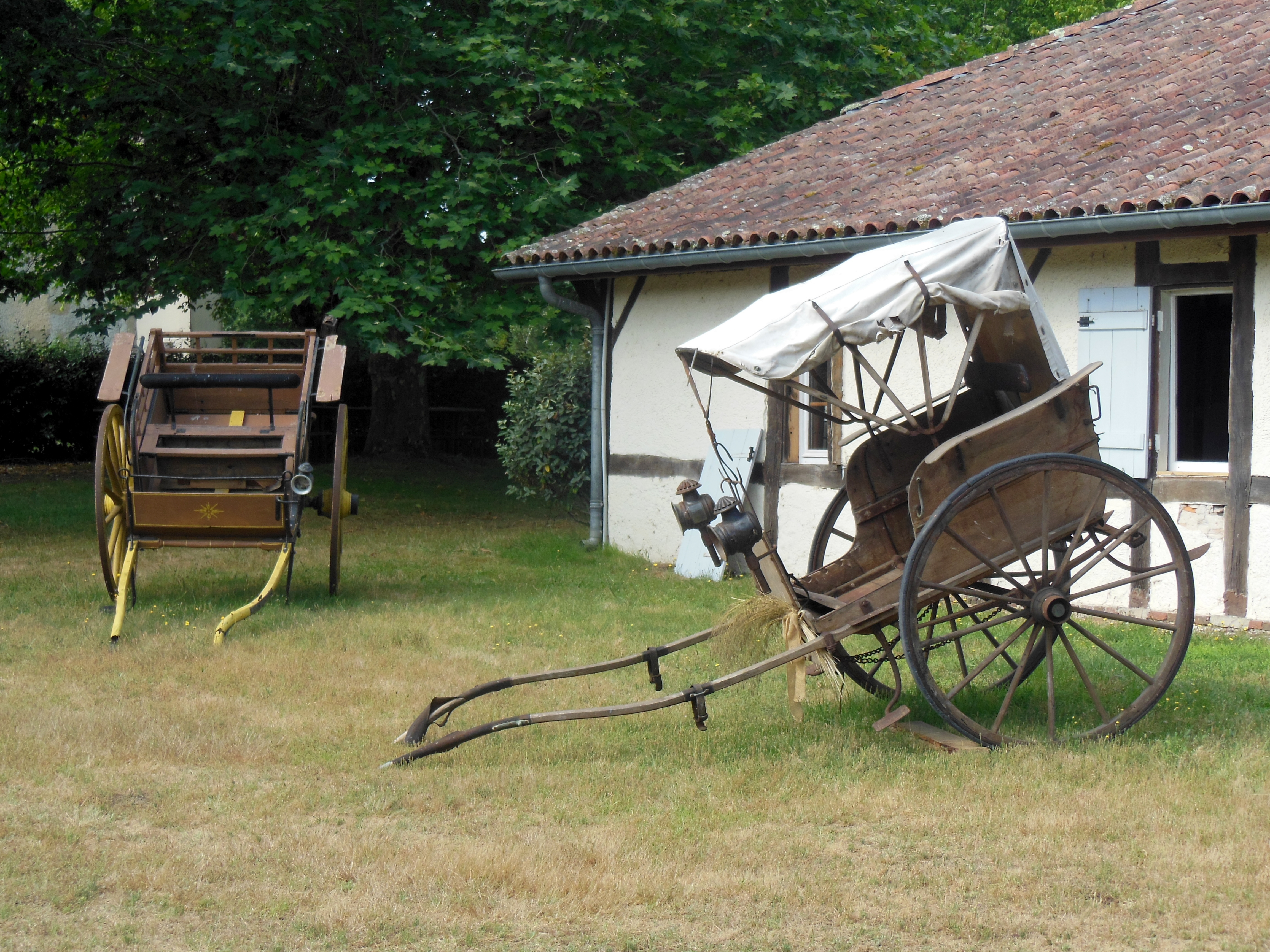
Cabriolets hippomobiles.
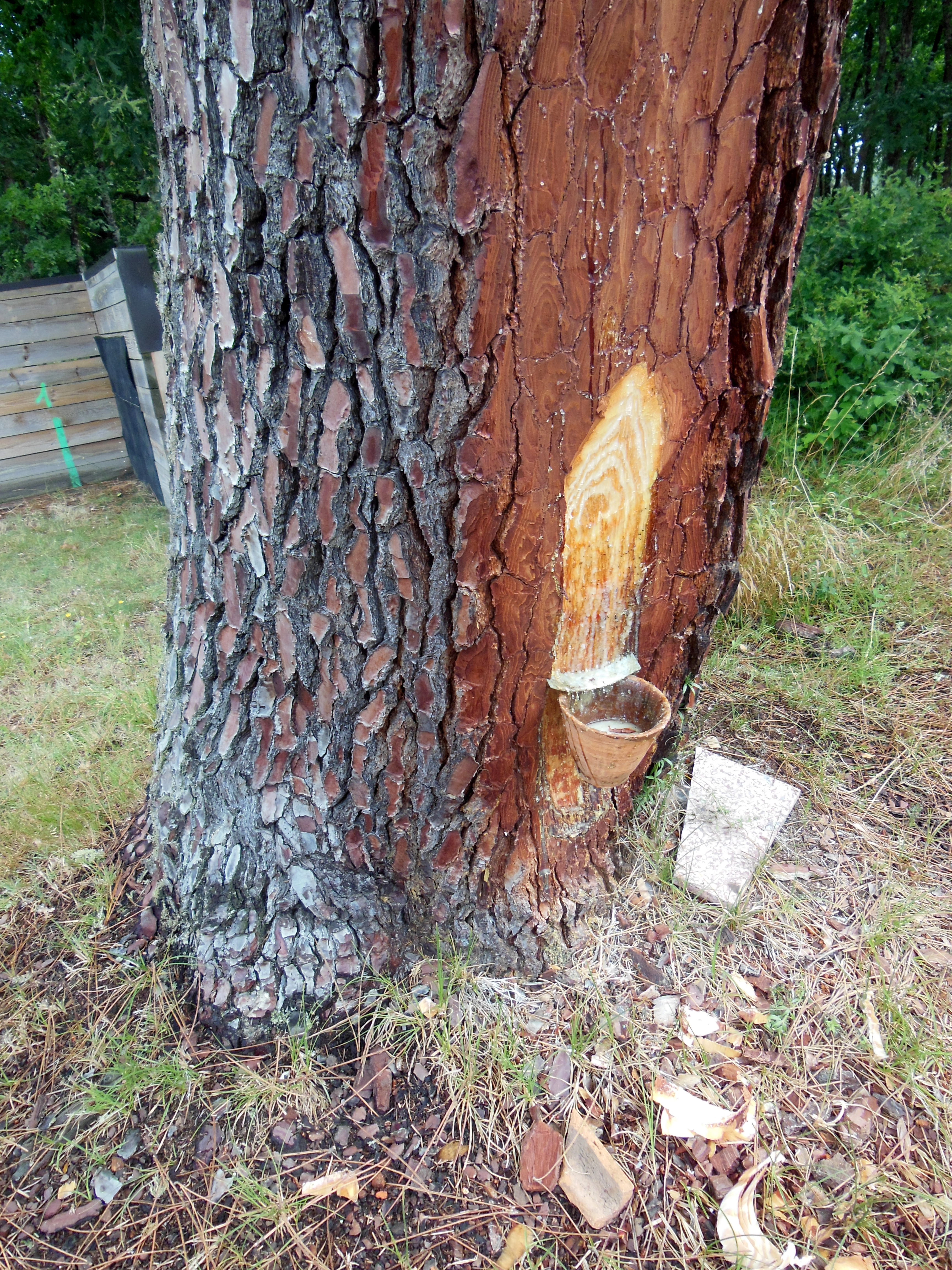
Pin gemmé.
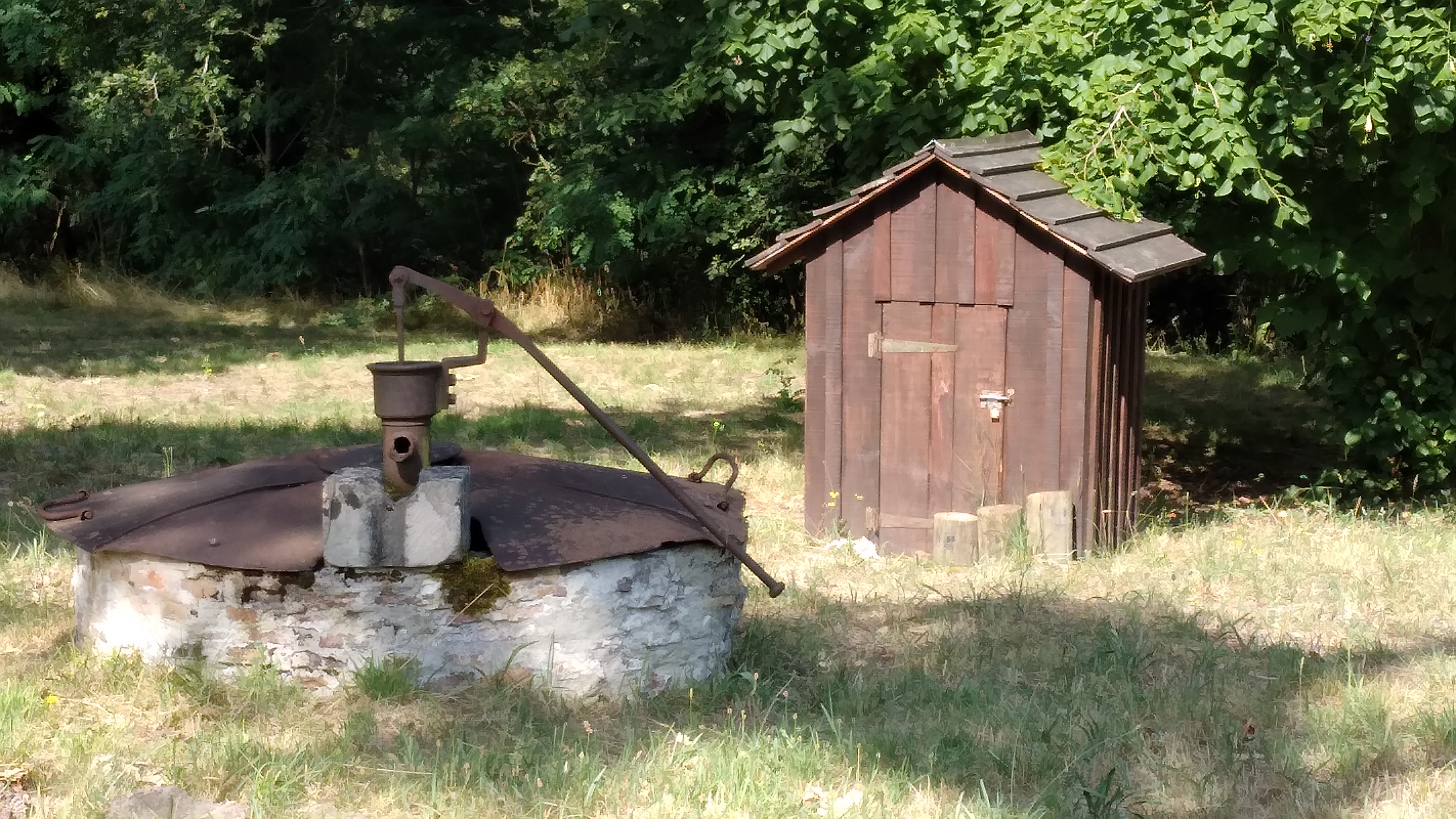
Puits équipé d'une pompe manuelle.

### Sentier

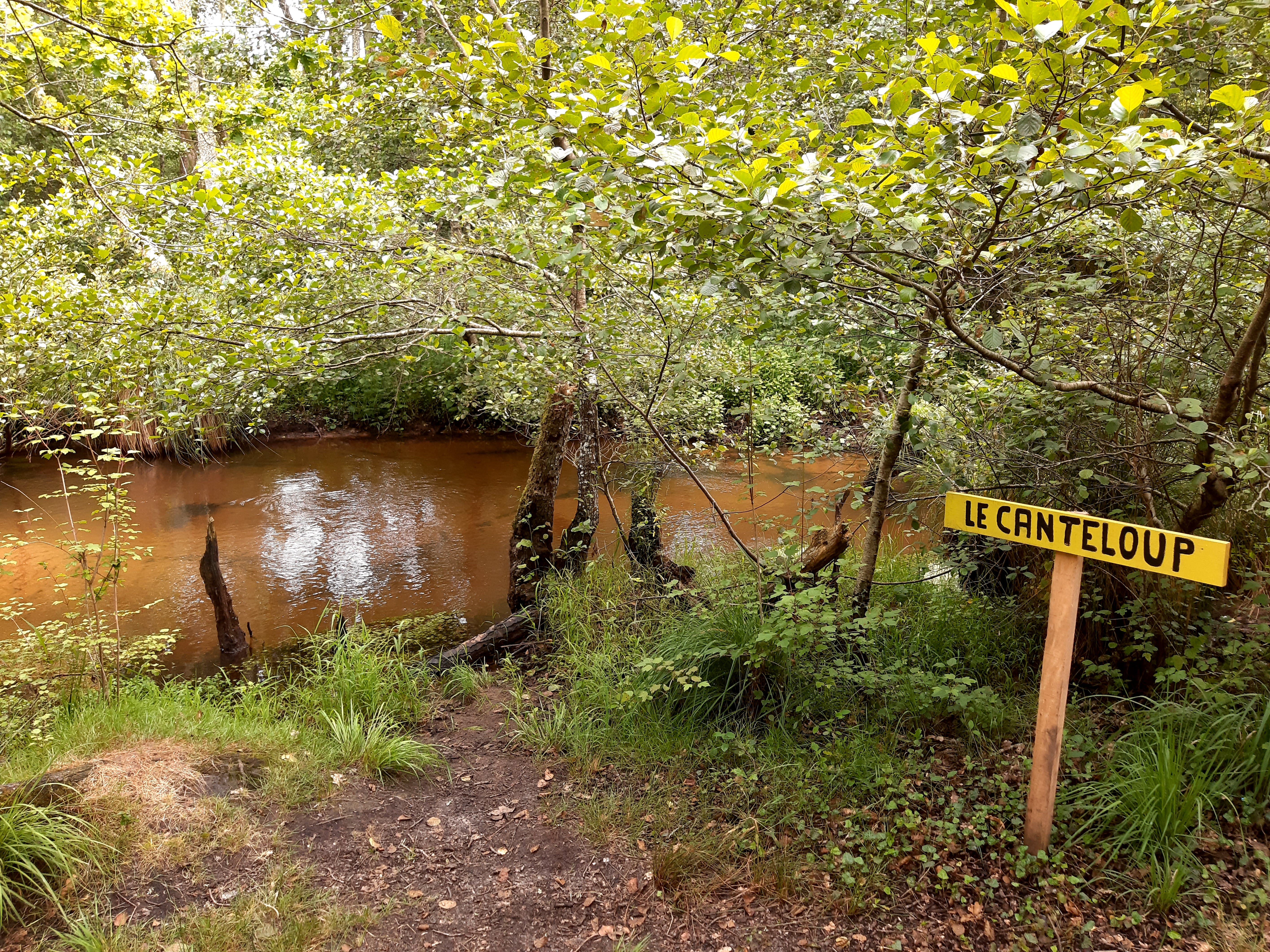
Sentier longeant le Canteloup

Un circuit pédestre de quinze minutes longe un marais puis le cours du ruisseau Canteloup. Le site est un habitat pour l'osmonde royale, iris, aulnes, saules, hérons cendrés, cistudes, chevreuils.